# Histoire de la Somme
L'histoire du département de la Somme est liée à la Révolution française et à la création des départements en 1790. Cependant, l'histoire de ce territoire est très ancienne puisque d'importants vestiges des époques les plus anciennes de la préhistoire y ont été découverts : l'Abbevillien et l'Acheuléen tirant leurs noms de sites archéologiques du département.

Blason du département de la Somme.

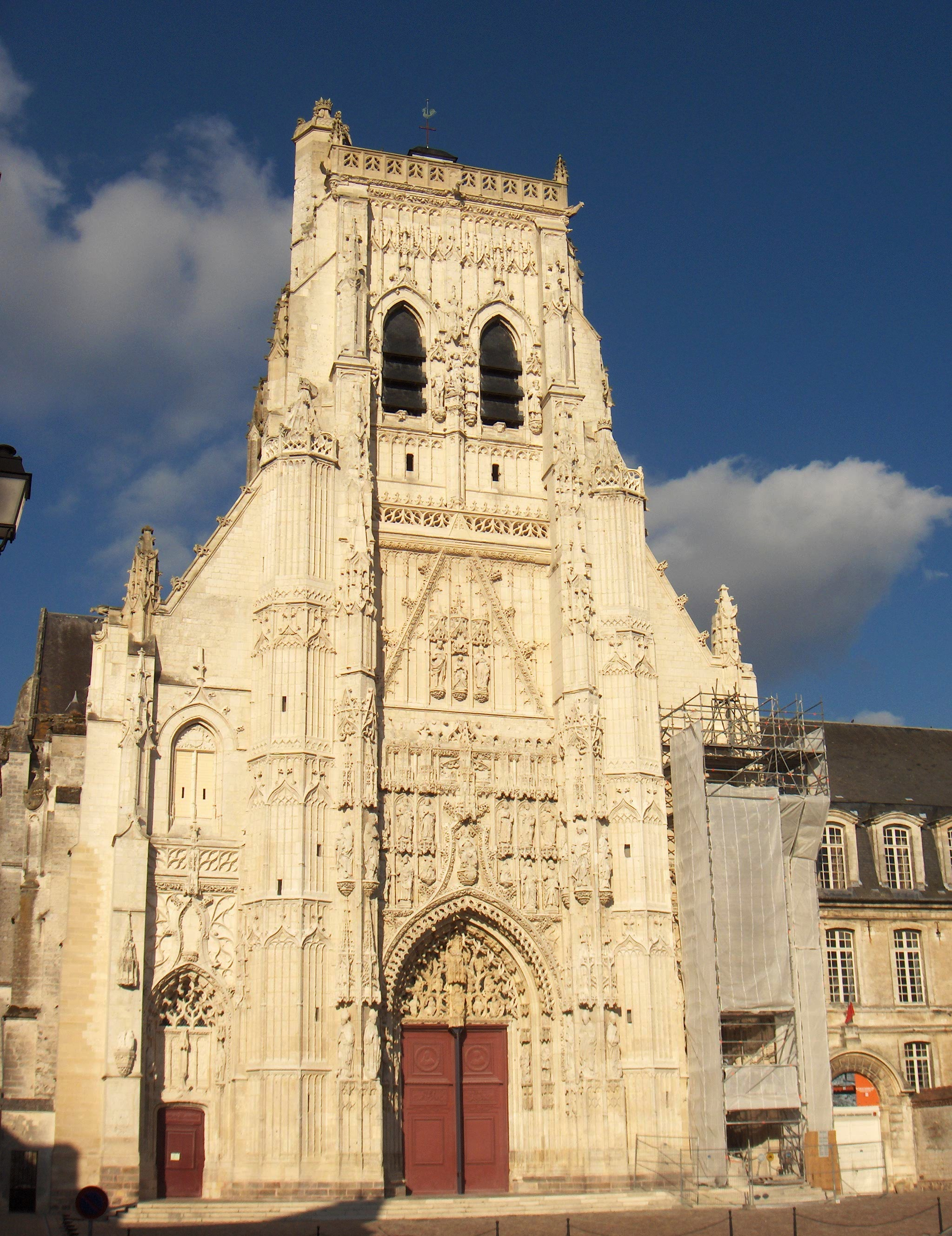
Abbatiale de Saint-Riquier.

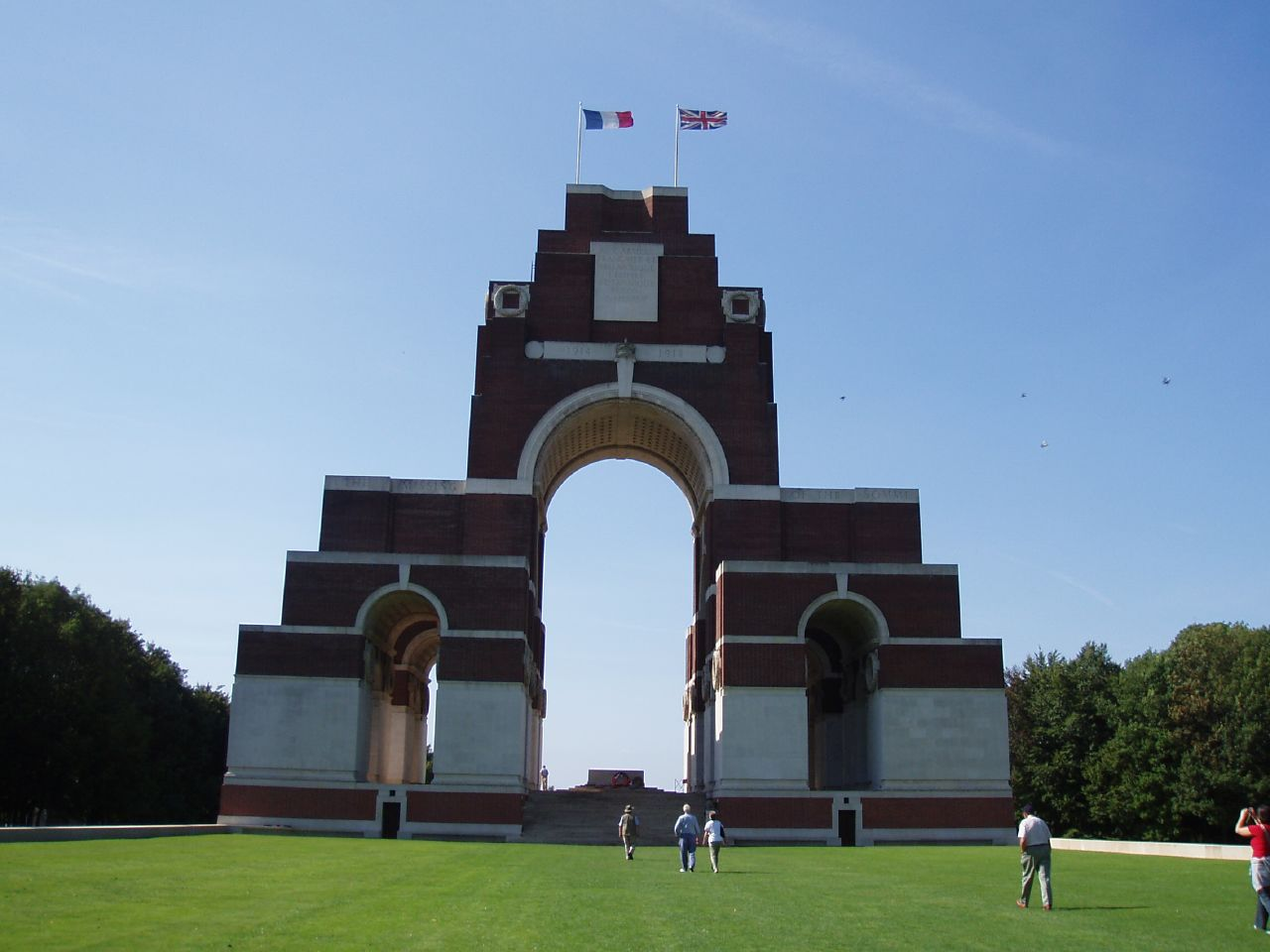
Mémorial de Thiepval.

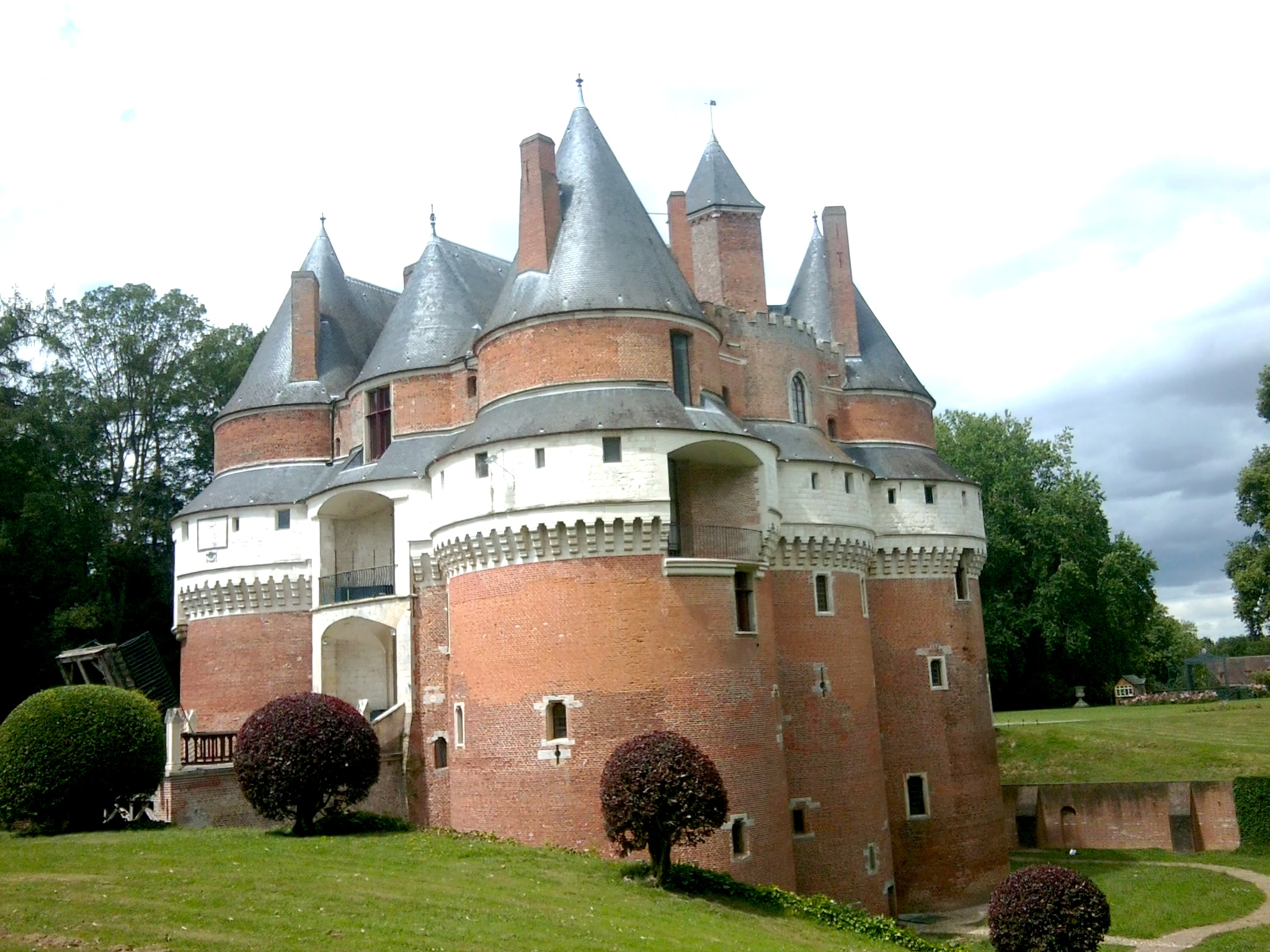
Château de Rambures.

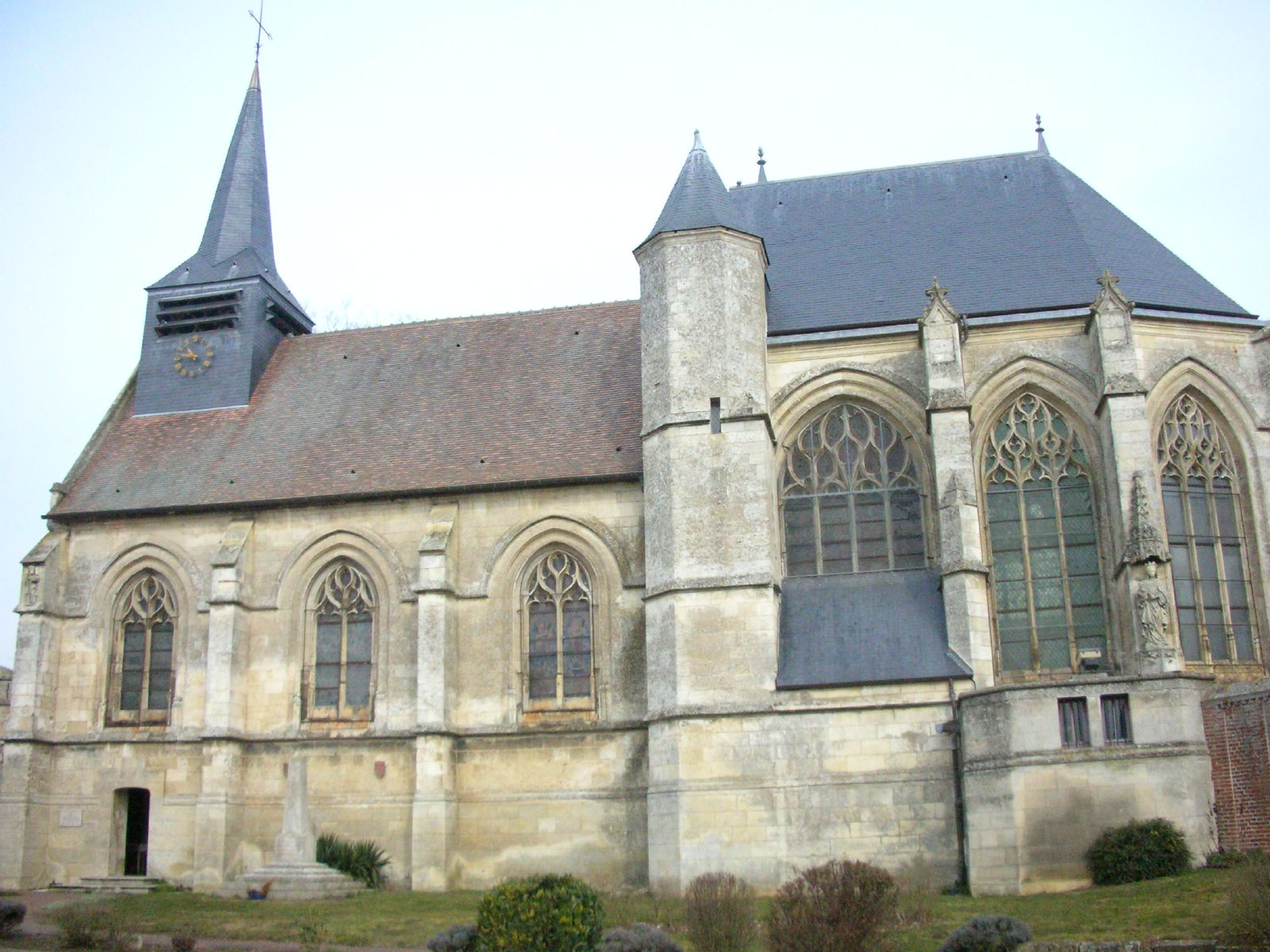
Église Saint-Jacques-le-Majeur-et-Saint-Jean-Baptiste de Folleville.

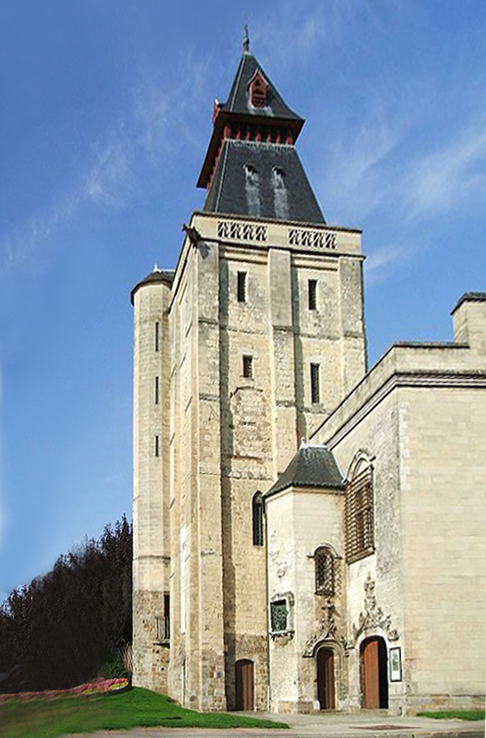
Ancien beffroi d'Abbeville, entrée du Musée Boucher de Perthes.

## Préhistoire

### Paléolithique

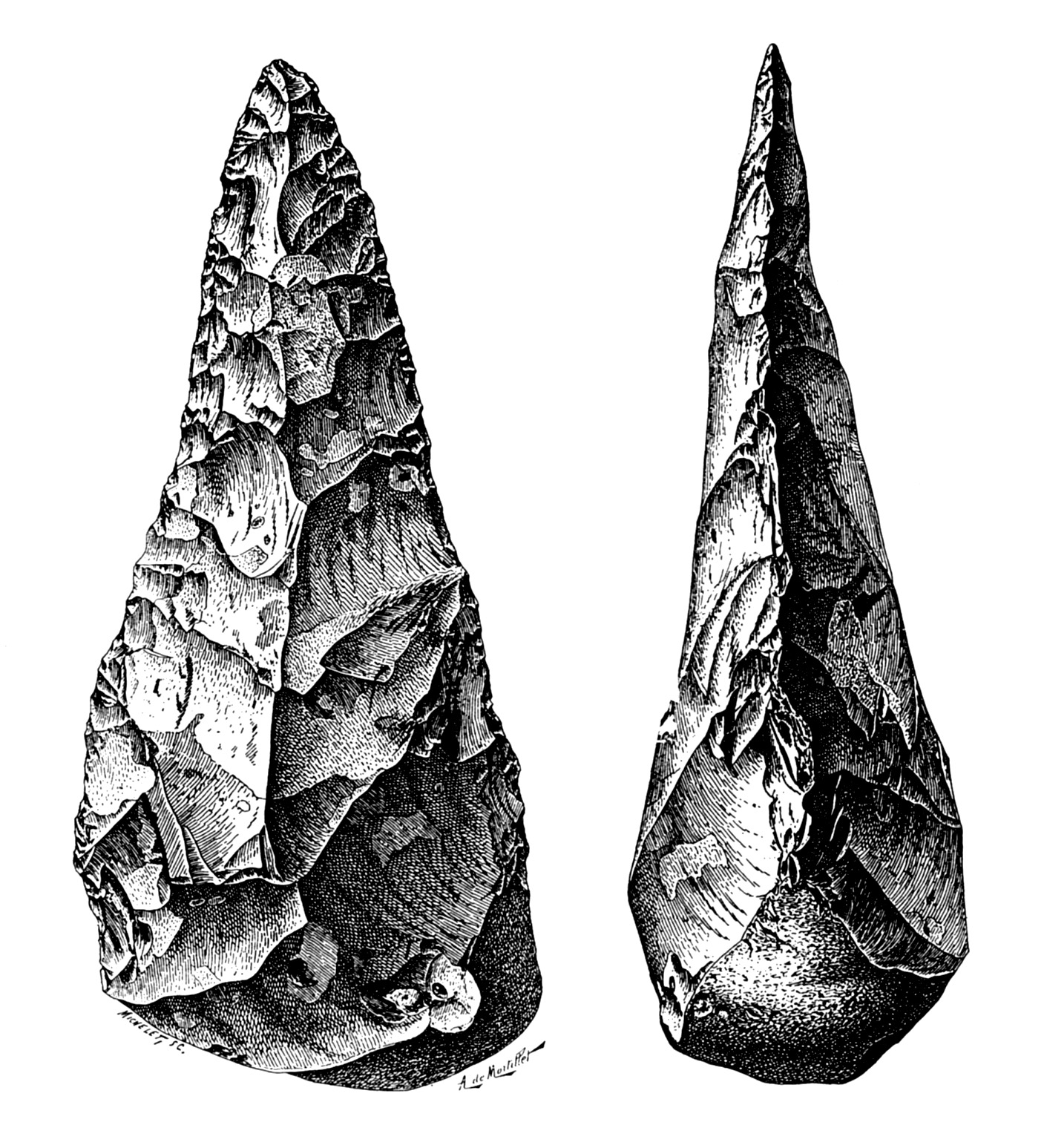
Biface en silex de Saint-Acheul.

C'est à Boucher de Perthes, qui dans son ouvrage paru en 1847, Antiquités celtiques et antédiluviennes que l'on doit la naissance d'une discipline nouvelle, la préhistoire. Les fouilles archéologiques entreprises au XIXe siècle sur les terrasses alluviales et les tourbières de la vallée de la Somme ont permis de mettre au jour dans les dépôts de limon, sables et graviers des ossements d'animaux disparus (éléphants, rhinocéros…) et des silex taillés par l'homme datant de 500 000 ans. Une régression marine liée à une période de glaciation, a laissé trace d'une station préhistorique sous-marine au large de la falaise d'Ault. La présence de l'homme est également attestée dans les vallées de l'Oise et de l'Aisne.
Albert Gaudry, Gabriel de Mortillet et Victor Commont comptent parmi les principaux préhistoriens ayant étudié le gisement préhistorique de Saint-Acheul à Amiens. Gabriel de Mortillet donna le nom d'Acheuléen à la civilisation du Paléolithique ancien caractérisée par les silex taillés identiques à ceux trouvés dans le quartier Saint-Acheul. Des gisements acheuléens ont été retrouvés près de la Ferme de Grâce près de Montières (quartier d'Amiens), dans plusieurs sites de la vallées de la Somme et de ses affluents ainsi que sur les plateaux limoneux des départements de l'Oise et de la Somme. On retrouve cette civilisation en Europe et en Asie. L'abbé Henri Breuil donna le nom d'Abbevilien aux plus anciens silex taillés grossièrement trouvés à Abbeville.
La présence d'hommes Homo heidelbergensis vraisemblablement, il y a 450 à 300 000 ans, est attestée dans la Somme grâce à des fouilles archéologiques réalisées à Abbeville, Amiens (Jardin archéologique de Saint-Acheul) et à Cagny, village voisin.
Au Paléolithique moyen, entre  90 000 et 35 000, l'Homme de Néandertal s'installa dans la région y apportant la civilisation dite du Moustérien. On a retrouvé des sites levaloisiens dans l'Oise (Cantigny et Bracheux), dans la Somme à Ault, Rollot et Villers-Bocage.
Vers 35 000, l'Homo sapiens arriva au Paléolithique supérieur. On a retrouvé des sites d'occupation humaine et de débitage de silex du Magdalénien et du Périgordien dans les vallées de l'Oise et de la Somme.
À Villers-Carbonnel, en 2011, fut mise au jour une statuette de femme, la Dame de Villers-Carbonnel appartenant à la civilisation du Chasséen. De même à Amiens, dans le quartier de Renancourt, a été mise au jour, en juillet 2014, dans les vestiges d'un campement, une statuette féminine aux attributs sexuels très prononcés, datant de 23 000 ans avant notre ère. La Vénus de Renancourt, en pierre calcaire, est comparable aux 244 Vénus paléolithiques retrouvées à ce jour, en Europe et jusqu'en Sibérie.

### Néolithique

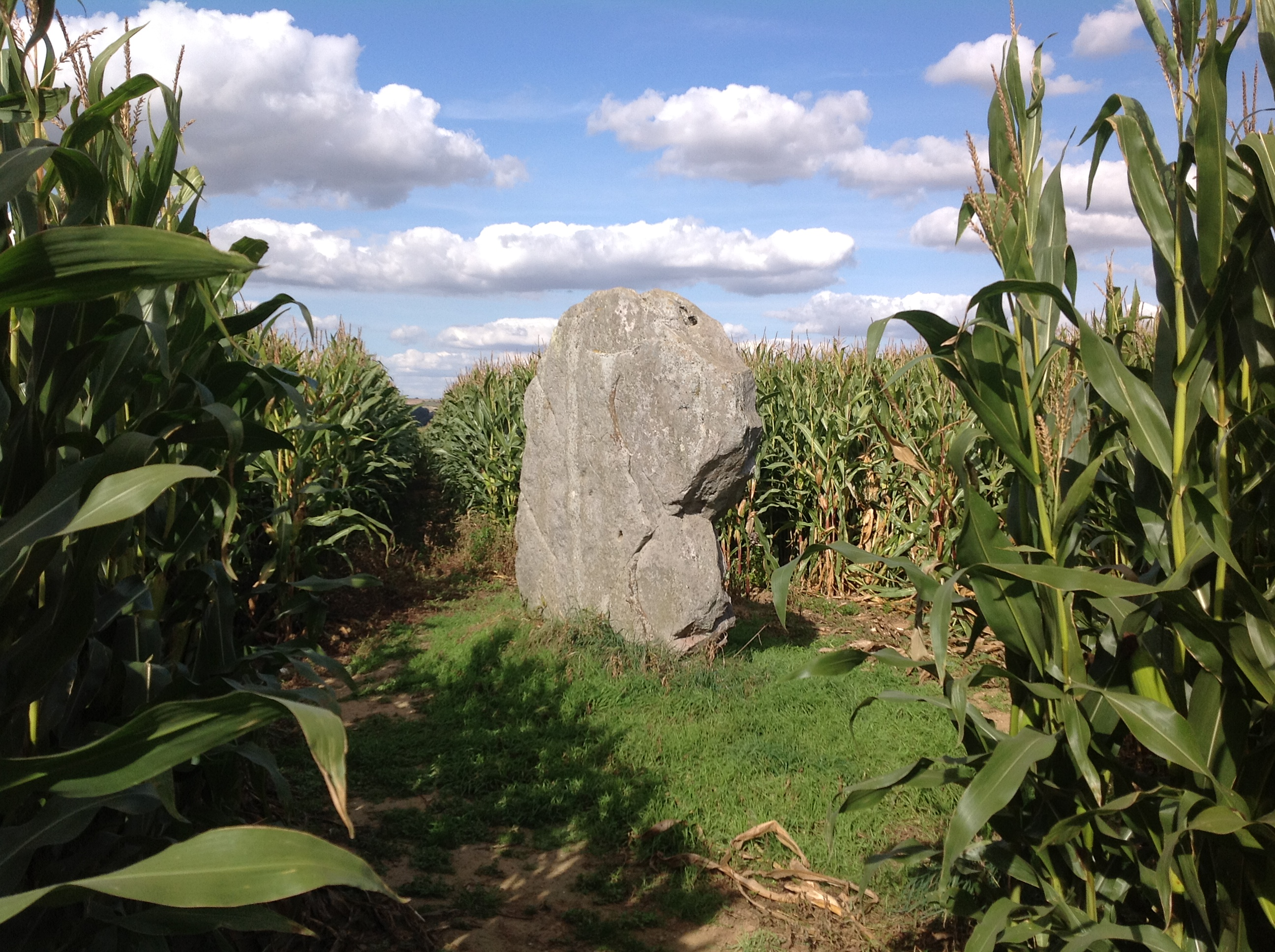
Bavelincourt, la Pierre d'Oblicamp.

Au troisième millénaire avant notre ère, la sépulture mégalithique collective de La Chaussée-Tirancourt, constituée de grandes dalles de grès, accueille en plusieurs siècles d'utilisation près de 350 défunts et constitue l'un des vestiges de cette nature les plus importants d'Europe. À cette époque, la Somme est parsemée de villages réunissant au plus quelques maisons rectangulaires de bois et de terre de 10 à 40 m de long, d'une architecture simple mais efficace. Il subsiste des menhirs dans la Somme à Bavelincourt, Doingt, Eppeville.
À Villers-Carbonnel (Somme) près de Péronne, en 2011, fut mise au jour, lors des fouilles archéologiques sur le chantier du canal Seine-Nord, une statuette féminine la Dame de Villers-Carbonnel appartenant à la civilisation du Chasséen. Elle a été datée du IVe ou IIIe millénaires avant notre ère.
Au Chalcolithique, les objets de cuivre font leur apparition dans les vallées de la Somme mais l'outillage lithique subsiste. La présence de silex blonds du Grand-Pressigny et de la roche verte de Pléven provenant du Finistère démontre la présence d'importants courants commerciaux. Ces pierres servaient à la fabrication des lames.

### Âge du fer

#### La Tène
Pendant la période de La Tène, l'usage du fer se généralise, on a retrouvé des bas-fourneaux un peu partout, y compris dans des fermes isolées, .
Au IIIe siècle avant notre ère, le territoire de l'actuel département de la Somme est occupé par un peuple gaulois, les Belges, divisé en plusieurs tribus : les Ambiens occupent les environs d'Amiens jusqu'au littoral, et les Viromanduens la partie est du département. Cette population exploite densément le territoire, avec l'implantation d'un réseau de fermes. À partir du IIe siècle av. J.-C., des oppidums sont fondés : L'Étoile, La Chaussée-Tirancourt, Méricourt-sur-Somme, etc.
Les Ambiens ont frappé des monnaies s'inspirant des statères de Tarente, en Grande Grèce, ce qui tend à prouver la prospérité de cette tribu et ses liens économiques avec la Méditerranée. Le monnayage ambien servit de modèle aux Parisii et aux Bellovaques.
C'est aux Belges, installés sur le territoire des Armoricains vaincus, que l'on attribue l'aménagement du trophée et du sanctuaire de Ribemont-sur-Ancre (Somme) où s'entassent des milliers d'ossements humains.

## Antiquité

### La conquête romaine
Jules César  passa un hiver avec ses légions sur le territoire des Ambiens dans un lieu qu'il désigne sous le nom de Samarobriva dans son ouvrage De Bello Gallico (La guerre des Gaules).

Il y explique qu'après sa première tentative de conquête de la Bretagne (l'actuelle Grande-Bretagne) il a pris ses quartiers d'hiver à Samarobriva de l'automne 54 av. J.-C. au printemps 53 av. J.-C.. Il y a convoqué deux fois un concilium Galliae (un conseil de représentants de tribus gauloises)

« [...] Quand il eut fait mettre les navires à sec et tenu à Samarobriva l'assemblée de la Gaule, comme la récolte de cette année avait été peu abondante à cause de la sécheresse, il fut obligé d'établir les quartiers d'hiver de l'armée autrement que les années précédentes, et de distribuer les légions dans diverses contrées. »

« [...] César renvoya Fabius dans ses quartiers avec sa légion, et résolut d'hiverner lui-même aux environs de Samarobriva avec trois légions dont il forma trois quartiers. Les grands mouvements qui avaient eu lieu dans la Gaule le déterminèrent à rester tout l'hiver près de l'armée. »

César établit donc un camp militaire à Samarobriva qui perdura jusqu'aux premières années du règne d'Auguste. Selon toute vraisemblance, aux abords du ou des camps successifs, se développèrent des habitats civils gaulois, des canabae, ce qui incita sûrement les Romains à établir en ces lieux la capitale de la cité des Ambiens.

### Haut Empire
Le territoire de l'actuel département de la Somme fut intégré par les Romains dans la province de la Gaule belgique dont la capitale fut Durocortorum (Reims), sous le règne d'Auguste.
Dans le courant du Ier siècle, les Romains fondèrent les premières villes, Samarobriva (Amiens) fut l'une d'entre elles qui était traversé par plusieurs voies romaines dont la plus importante la Via Agrippa de l'Océan reliait Lugdunum (Lyon) à Gesoriacum (Boulogne-sur-Mer). Il existait d'autres agglomérations secondaires comme Rodium (Roiglise ou Roye).

### Bas Empire
À partir du milieu du IIIe siècle, le nord de la Gaule subit des raids de marins saxons et francs. Des invasions de Francs et d'Alamans se produisirent en 275-276. Les élites municipales délaissèrent progressivement les villes et se réfugièrent dans leur villae à la campagne. Les villes réduisirent leur taille et s'entourèrent de remparts comme à Amiens. À la charnière des IIIe et IVe siècles les villes prirent le nom du peuple gaulois dont elles étaient le chef-lieu, ainsi Samarobriva devint Ambianorum.

#### Début de la christianisation
En mai 346, à Ambianorum (Amiens), un légionnaire romain, Martin, partagea, aux portes de la ville, son manteau avec un pauvre, puis se convertit au christianisme. La région fut évangélisée à cette période et la tradition chrétienne fait de Firmin d'Amiens, Fuscien, Victoric d'Amiens et Gentien de Sains-en-Amiénois (Somme) auraient été les premiers propagateurs de la foi nouvelle. Le premier évêque d'Amiens dont l'existence est historiquement attesté, en 346, fut Euloge.

#### Anarchie militaire duIVesiècle
En 350, un général romain d'origine barbare, Magnence, né à Amiens en 303, se souleva contre les fils de Constantin, Constant et Constance II. Proclamé Auguste par la troupe, il fut reconnu empereur par la plupart des provinces occidentales de l'empire. Il créa à Amiens un atelier monétaire. Battu militairement, Magnence mourut à Lyon en 353.
En 367, Valentinien Ier s'installa à Amiens et y fit acclamer Auguste, son fils Gratien.

#### Les invasions barbares
Le territoire des Ambiens fut envahi par des peuples germaniques dont les Francs.

## Moyen Âge
Tout le territoire de l'actuel département eut à souffrir de la guerre de Cent Ans. En 1346, le Ponthieu vit l'affrontement terrible et lourd de conséquences de la Bataille de Crécy. En 1430, Jeanne d'Arc, prisonnière, passa notamment par Lucheux, Le Crotoy et Saint-Valery-sur-Somme.

### Haut Moyen Âge

#### Période mérovingienne
Clovis fit de Soissons la capitale du Regnum francorum, avant de l'installer à Paris. La ville fut, par la suite, capitale du royaume de Neustrie.
Au VIIe siècle furent fondées les premières abbayes sous l'impulsion du monachisme irlandais : Abbaye de Saint-Valery-sur-Somme, Abbaye de Saint-Riquier, Abbaye de Corbie, abbaye de Forest-Montiers, Abbaye de Saint-Fuscien, Abbaye du Mont Saint-Quentin…
En juin 687, se déroula, près de Péronne (Somme), la Bataille de Tertry qui vit la victoire de Pépin de Herstal, roi d'Austrasie, sur la Neustrie. Selon l'historien Ferdinand Lot, cette bataille marqua un tournant dans le conflit qui opposait la Neustrie à l'Austrasie. La victoire changea de camp, depuis Tertry, l'Austrasie ne fut plus jamais vaincue. La victoire de Pépin de Herstal prépara l'avènement des Carolingiens.

#### Période carolingienne

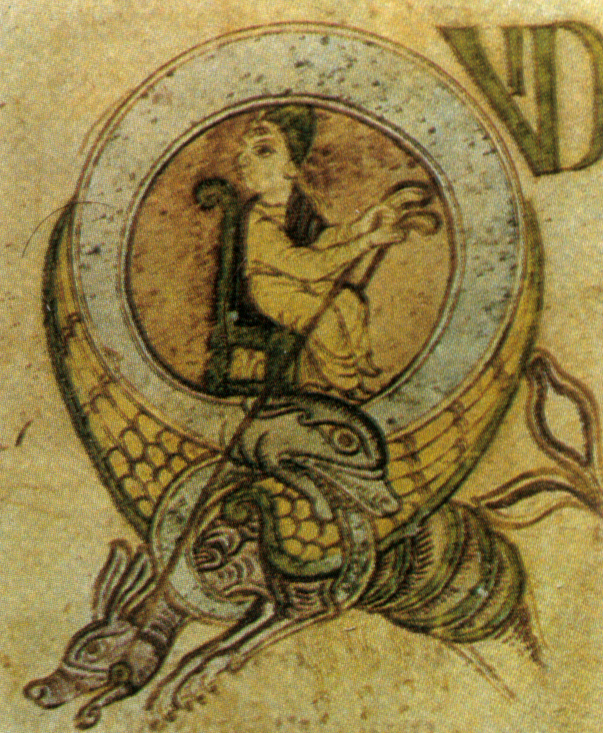
Enluminure du Psautier de Corbie (IXe siècle).

En 752, Pépin le Bref fut proclamé et sacré roi à Soissons. Charlemagne fut sacré roi des Francs à Noyon en 768. Sous Charlemagne, les abbayes devinrent un lieu de contrôle du territoire, de diffusion du christianisme et de diffusion de la culture latine. C'est à l'Abbaye de Corbie que fut, pour partie, mise au point l'écriture minuscule caroline.
Au IXe siècle les invasions vikings ravagèrent les abbayes et les villes de la région comme à Saint-Riquier en 845 et 881. Le 3 août 881, Les rois Louis III et Carloman II remportèrent une importante victoire sur les Vikings à la bataille de Saucourt-en-Vimeu.
Au Xe siècle, l'affaiblissement du pouvoir royal entraîna la révolte des barons mécontents. En 920, lors d'une assemblée à Soissons les barons détrônèrent le roi Charles le Simple. En 923, Herbert II de Vermandois captura Charles le Simple et le retint prisonnier à Château-Thierry puis à Péronne jusqu'à sa mort en 929. Il s'en servit comme moyen de pression vis-à-vis du roi Raoul Ier obtenant l’archevêché de Reims pour son fils Hugues.
À la mort du roi Raoul Ier, le fils de Charles le Simple, Louis IV d'Outremer, lui succéda, il ne possédait guère comme territoire que les comtés de Laon et de Soissons. Il put se maintenir sur le trône et le transmettre à son fils grâce au soutien de la puissante Maison de Vermandois.

### Moyen Âge classique

#### La féodalité
L'affaiblissement du pouvoir royal renforça le pouvoir politique local des comtes et des seigneurs, ce fut la naissance de la féodalité. Du IXe au XIe siècle, naquirent les puissantes familles nobiliaires de la région : maison de Vermandois[Laquelle ?], maison de Coucy, maison de Ham, maison de Mailly, maison de Rambures, maison de Soyécourt etc. auxquelles il convient d'ajouter les principautés ecclésiastiques : abbés-comtes de Corbie etc.

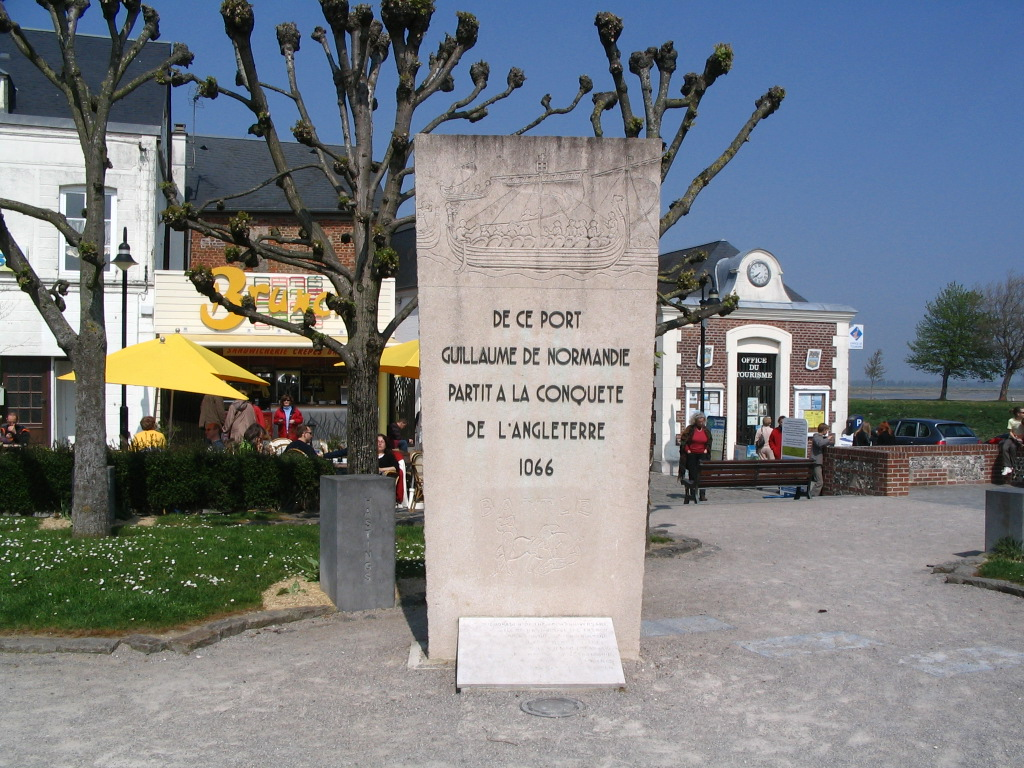
Saint-Valery-sur-Somme, stèle à Guillaume le Conquérant.

En 1066, l'expédition maritime de Guillaume le Conquérant, partie de Dives le 12 septembre, fut contrariée par des vents défavorables. Le duc de Normandie abrita deux semaines sa flotte dans le port de Saint-Valery-sur-Somme afin de réparer les dégâts subis. Les reliques de Saint Valery furent portées en procession dans la ville. Enfin les vents tournèrent et l'armada normande put s'embarquer, traverser la Manche le 28 septembre et faire la conquête de l'Angleterre.
C'est au XIIe siècle que la puissance féodale entama son déclin. Le pouvoir royal s’appuyant sur le mouvement communal tenta d’affaiblir.
Par le Dit d'Amiens du 23 janvier 1264, Saint Louis prononça, dans la cathédrale Notre-Dame d'Amiens encore en construction, un arbitrage dans un conflit opposant le roi Henri III d'Angleterre à ses barons révoltés autour de Simon V de Montfort ; cet arbitrage fut en faveur du roi d'Angleterre.

#### Le mouvement communal
À partir de la fin du XIe siècle, l'essor urbain entraîna le mouvement communal par lequel les bourgeois des villes obtinrent, pacifiquement ou de manière conflictuelle, de leur seigneur une charte de commune, avec le plus souvent, l'appui du roi de France.
Amiens bénéficia, vers 1095, d'une ébauche d'organisation municipale ; la commune fut jurée en 1113 avec l’accord de l’évêque mais le comte d’Amiens, Enguerrand de Boves et son fils Thomas de Marle refusèrent de reconnaître la commune. En 1115, le roi Louis VI le Gros vint en personne soutenir la rébellion des bourgeois contre leurs seigneurs.
Les rois soutinrent le mouvement communal tant qu’il affaiblissait le pouvoir seigneurial. Louis VI le Gros octroya des institutions communales à la ville de Compiègne, Philippe Auguste octroya une charte communale à Montdidier en 1184, confirma, en 1209, les anciennes coutumes de la commune de Péronne et octroya une charte à la commune de Bray-sur-Somme en 1210. Ces trois villes étant possession de la couronne.

#### L'essor économique desXIIeetXIIIesiècles
La Picardie du Moyen Âge connaît une expansion économique importante, fondée sur une amélioration des pratiques agricoles. Trois facteurs clefs sont à l'origine de ce développement :
1. La généralisation d'un outillage en fer nécessaire pour la culture des champs ayant une terre riche mais lourde (d'où une installation importante en Picardie de « fèvres[10] », les forgerons), qui donneront leur nom à de nombreuses familles.
2. L'apparition du collier pour les chevaux, permettant une plus grande efficacité pour l'utilisation de la charrue.
3. L'assolement triennal, qui dure jusqu'à la révolution industrielle du XIXe siècle.

De plus, la croissance des villes est marquée par l'essor de l'industrie textile, les principales « villes drapantes » furent :
- Amiens : l'industrie drapière connut une véritable prospérité grâce à la teinture des draps de laine obtenue à partir d'une plante la waide cultivée massivement dans la région;
- Corbie : les draps étaient vendus à Troyes aux foires de Champagne, ou à la foire du Lendit entre Paris et Saint-Denis. À Paris même, à la Halle aux draps, des acheteurs étrangers venaient des bords de la Méditerranée acheter des draps de Corbie. Il existait également, à cette époque, à Corbie, une fabrique d'armes, de boucliers et de cottes de mailles.
- Abbeville : port de mer, Abbeville s'adonnait au commerce du sel, de la waide et à la fabrication du drap de laine.

Elles faisaient partie de La hanse des dix-sept villes, qui était en fait avant 1230, une ghilde de marchands drapiers de villes des Pays-Bas et de la France du Nord (dont le nombre dépassa, largement, dix-sept), fréquentant les foires de Champagne. Cette association disparut avec le déclin de celles-ci.

#### L'art gothique dans la Somme
L'art gothique est né pour une large part en Picardie. L'essor économique et la paix intérieure permirent l'éclosion et la diffusion de cette architecture nouvelle:
- la cathédrale Notre-Dame d'Amiens
- Le gothique flamboyant (XVe – XVIe siècles) dont les plus beaux spécimens se trouvent en Picardie maritime : collégiale Saint-Vulfran d'Abbeville, chapelle du Saint-Esprit de Rue, abbatiale de Saint-Riquier, église Saint-Jean-Baptiste de Péronne…

#### La «nation picarde»
C'est au Moyen Âge que la Picardie se forgea une identité grâce à la langue picarde, un des dialectes de langue d'oïl, qui fut parlé sur un vaste territoire allant de la vallée de l'Oise au Hainaut.
Le mot « picard » ne semble avoir été employé qu'à partir du XIIe siècle pour désigner les habitants des régions situées au nord de Paris qui ne parlaient pas le flamand : c'est ainsi que des villes telles qu'Arras, Boulogne-sur-Mer, Calais, Cambrai ou Tournai étaient considérées comme « picardes ». Du XIIIe au XVIe siècle, il y avait une « nation picarde » à l'Université de Paris.

### Bas Moyen Âge

#### Guerre de Cent Ans
Édouard III d'Angleterre disputa à son cousin Philippe VI de Valois le trône de France qu'il estimait lui revenir en tant que petit-fils de Philippe IV le Bel et neveu du roi Charles IV le Bel. Une première campagne en 1339 le rendit maître du Ponthieu dont il était héritier par sa mère, fils de Philippe IV le Bel. Mais en 1342, les Abbevillois se révoltèrent contre la lourdeur des impôts que les Anglais levaient sur eux et les chassèrent de la ville.

##### La chevauchée d’ÉdouardIIIet la bataille de Crécy
La guerre de Cent Ans débuta en Normandie par la chevauchée d'Édouard III en 1346. Cette expédition dévaste une grande partie de la Normandie, du Vexin, du Beauvaisis, du Vimeu, du Ponthieu, du Boulonnais et du Calaisis.
Après avoir franchi la Seine, l'avant-garde anglaise forte de 500 hommes d’armes et de 1 200 archers commandée par Geoffroy d'Harcourt, attaque près de Beauvais une délégation de bourgeois venue d'Amiens. Celle-ci composée outre des bourgeois, de quatre chevaliers et de gens d’armes, se défendit mais succomba sous le nombre. Les bourgeois furent tous pris ou tués et on dénombra 1 200 morts sur le champ de bataille. Édouard III attaqua et pilla Sommereux et Grandvilliers tenue par le roi de Bohème Jean Ier, dont les troupes furent poursuivies jusqu'à Amiens. Dargies, et Poix sont rançonnées, brulées et pillées. Une escarmouche avec l'avant-garde française a lieu vers Camps-en-Amiénois et Molliens-Dreuil. Ayant pris Airaines, Édouard III cherchait à franchir la Somme dont les ponts étaient gardés par les troupes fidèles au roi de France.

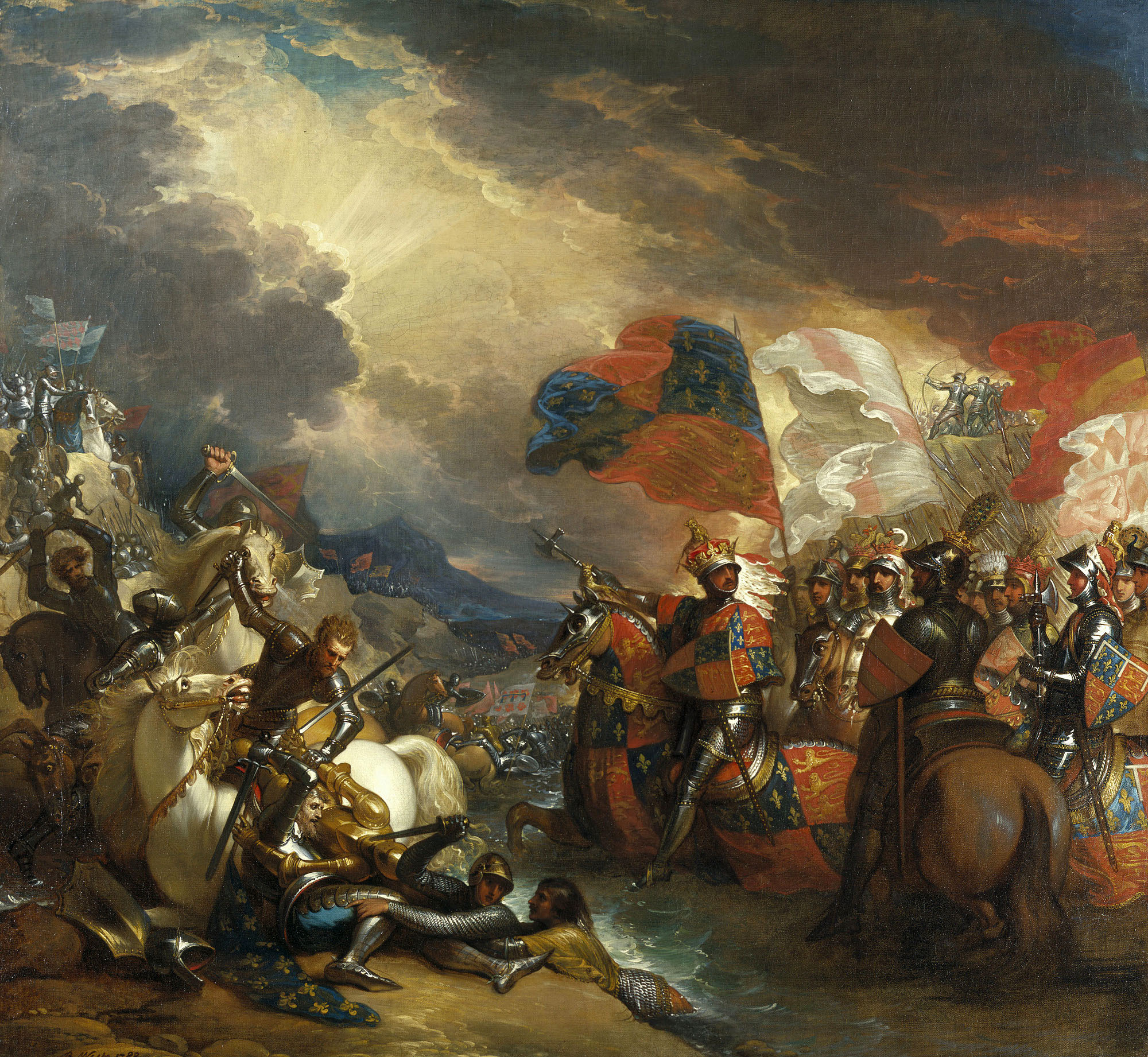
Édouard III d'Angleterre au gué de Blanquetaque.

Les Anglais ravagèrent le Vimeu et s'installent à Oisemont. Les Anglais furent repoussés à Saint-Valery-sur-Somme. Ils firent toutefois beaucoup de prisonniers. Le roi d’Angleterre, leur demanda si l'un d'eux ne pourrait pas lui indiquer un passage sur la Somme et lui servir de guide. Un valet de ferme de Mons-en-Vimeu, nommé Gobin Agache, séduit par l'appât de cent pièces d'or, l'offre de la liberté et pour lui-même et vingt de ses compagnons, tira le prince anglais du mauvais pas où il était. Ayant réuni son armée Édouard III partit avant minuit d'Oisemont, guidé Gobin Agache, et arriva vers cinq heures du matin au Gué de Blanquetaque. Ayant réussi à franchir la Somme, l'armée anglaise pilla Noyelles-sur-Mer, Le Crotoy et Rue. Sachant que les troupes françaises le talonnaient, Édouard III établit son camp au nord-est de Crécy-en-Ponthieu. Le 26 août 1346 se déroula la bataille de Crécy.
Abbeville résista aux armées anglaises, et servit de port d'attache à Jean Marant qui ravitaillait les Calaisiens assiégés par les Anglais.

##### La Somme à la fin duXIVesiècle
Le roi Jean II le Bon, fait prisonnier à Poitiers en 1356, fut libéré sur parole. Il repartit pour Londres le 3 janvier 1364 pour renégocier le traité de Brétigny sa rançon n'étant toujours pas payée. Avant de partir, il réunit les états à Amiens fin décembre 1363 pour leur faire part de sa décision. Le Dauphin y reçut l'instruction d'attaquer Charles le Mauvais et obtint de pouvoir lever l'impôt nécessaire pour enrôler 6 000 hommes pour lutter contre les Grandes Compagnies.
En 1369, le Ponthieu fut repris : le 29 avril, Abbeville ouvrit ses portes à Hue de Châtillon, maître des arbalétriers, et les jours suivants les localités voisines revinrent sous l'autorité du roi de France, qui confirma leurs privilèges.
Robert Knowles, à la tête d'une chevauchée de 2 500 archers et 1 600 hommes d'armes, partit de Calais fin juillet 1370 et pilla les campagnes contournant Amiens, Noyon, Reims et Troyes.

##### La guerre civile entre Armagnacs et Bourguignons
La guerre civile entre Armagnacs et Bourguignons pendant la folie du roi Charles VI eut des répercussions en Picardie. Les partisans du duc de Bourgogne Philippe le Hardi, oncle de Charles VI et régent du royaume de 1380 à 1388 puis de son fils Jean sans Peur s'opposèrent à Louis d'Orléans, frère du roi qu'ils firent assassiner le 14 novembre 1407 à Paris. Cet assassinat déclencha les hostilités entre les deux partis. Le fils du duc assassiné, Charles d'Orléans avait épousé Bonne d'Armagnac fille du connétable Bernard VII d'Armagnac.
À la bataille d'Azincourt, une grande partie de la noblesse picarde périt : Baudoin d'Ailly, David de Rambures et trois de ses fils, Charles de Soyécourt père et fils etc.
Armagnacs et Bourguignons s'affrontèrent à la Bataille de Mons-en-Vimeu de 1421, la victoire des Bourguignons fit passer la Picardie sous leur domination. À l'issue de cette bataille, le Ponthieu et le Vimeu, libérés des partisans du Dauphin constituèrent un glacis protecteur au sud des domaines septentrionaux du duc de Bourgogne.

##### Jeanne d'Arc en Picardie
Jeanne d'Arc connut en Picardie, un basculement de son destin. Après la délivrance d'Orléans, le 8 mai 1429, la Chevauchée vers Reims et le sacre de Charles VII du 17 juillet 1429, auquel assista Guillaume de Champeaux, évêque de Laon, Jeanne d'Arc échoua à délivrer Paris et y fut blessé le 8 septembre.
Elle répondit ensuite à l'appel des Compiégnois assiégés par les Bourguignons. Elle fut capturée par Jean de Luxembourg-Ligny, lors d'une sortie aux portes de Compiègne le 23 mai 1430.
Commença alors, pour elle, une période de captivité qui la conduisit, en premier lieu, au château de Beaulieu-les-Fontaines. Elle fut ensuite emmenée au château de Beaurevoir et y fut accueillie par une tante de Jean de Luxembourg et par Jeanne de Béthune, son épouse. Jeanne fut ensuite conduite à Arras en novembre 1430.
Les Bourguignons la vendirent aux Anglais contre le versement de 10 000 livres, le 21 novembre 1430. D'Arras, Jeanne d'Arc gagna Rouen, en passant par Lucheux, Saint-Riquier où elle passa une nuit en novembre 1430, au château de Drugy. Au Crotoy, elle fut remise par les Bourguignons aux Anglais ; elle fut détenue dans le château bordant la mer, du 21 novembre au 20 décembre. Elle franchit à pied la Baie de Somme pour gagner Saint-Valery-sur-Somme, Eu puis Dieppe pour arriver à Rouen le 23 décembre 1430, vraisemblablement.
Le 3 janvier 1431, les Anglais abandonnèrent Jeanne à la justice ecclésiastique, plus précisément à Pierre Cauchon, évêque de Beauvais qui présida son procès.

#### Le rattachement de la Picardie au royaume de France

Carte de la France à la fin du Moyen Âge.

Le traité d'Arras, signé le 20 septembre 1435, mit fin à la guerre civile entre Armagnacs et Bourguignons. Par ce traité, le roi Charles VII cédait à Philippe le Bon les Villes de la Somme, le comté de Mâcon et le comté d'Auxerre. Il donnait surtout une indépendance de fait au duc de Bourgogne. Plus précisément, le duc de Bourgogne restait vassal du roi de France mais était dispensé de l'hommage. En échange, Charles VII obtenait la reconnaissance de son titre de roi de France. Le 11 décembre 1435, le roi Charles VII jura de respecter scrupuleusement toutes les clauses du traité d'Arras.
Les villes de la Somme furent rachetées par Louis XI, le 20 août 1463, à Philippe le Bon contre 400 000 écus, afin de protéger la frontière nord du royaume par une série de places fortes. Il s'agissait des villes de : Saint-Quentin, Corbie, Amiens, Doullens, Abbeville, Montreuil-sur-Mer, Rue, Saint-Valery, Le Crotoy, Saint-Riquier, Crèvecœur-en-Cambrésis et Mortagne ainsi que des châtellenies de Roye, Péronne et Montdidier.
La Ligue du Bien public réunit en 1465 les opposants à Louis XI sous la houlette de Charles le Téméraire héritier de Bourgogne. Par le traité de Conflans du 5 octobre 1465, le duc de Bourgogne récupérait les villes de la Somme, notamment Amiens, Abbeville, Guînes et Saint-Quentin, mais aussi le comté de Boulogne.
En octobre 1468, craignant une résurrection de la Ligue du Bien Public et le débarquement d'une armée anglaise pour la soutenir, Louis XI vint à Péronne, quartier général bourguignon pour y discuter d'un accord de paix. En échange Charles le Téméraire souhaitait obtenir une confirmation de la ligne de la Somme et une juridiction souveraine sur ses fiefs français.
Alors que les négociations étaient sur le point d'aboutir, Charles apprit, avec colère, que Liège s'était à nouveau révoltée à l'instigation du roi de France, pensa-t-il. Louis XI, captif et craignant pour sa vie, fut contraint d'accepter de signer le traité de Péronne et d'accompagner Charles le Téméraire dans l'expédition punitive que celui-ci mena aussitôt contre la ville de Liège.
En 1470, le Connétable de Saint-Pol, seigneur de Ham, enlevait Saint-Quentin au duc de Bourgogne.
En 1472, Charles Le Téméraire, parti d'Arras le 14 juin, à la tête de 80 000 hommes, franchit la Somme à Bray-sur-Somme, qu’il ruina, entra dans le Santerre et arriva, le 15 juin, devant la forteresse de Nesle. La ville ne put résister aux assauts bourguignons, la population fut massacrée et la ville mise à sac. Le duc de Bourgogne s'empara ensuite de Roye et de Montdidier avant de marcher sur Beauvais; les villages de Vers, Lœuilly et Francastel furent pris d'assaut et la campagne alentour saccagée.
En 1475, le traité de Picquigny entre Édouard IV d'Angleterre et Louis XI mit fin officiellement à la guerre de Cent Ans, la France versait 75 000 écus d'or à l'Angleterre et une rente annuelle de 50 000 écus. L'Angleterre renonçait à son alliance avec le duc de Bourgogne.
La mort de Charles le Téméraire en 1477 mit fin à la rivalité franco-bourguignonne, Louis XI récupérant le duché de Bourgogne et les villes de la Somme, la Picardie se trouva définitivement rattaché au royaume de France. Cette rivalité se ranima au XVIe siècle avec les descendants de Marie de Bourgogne, fille du Téméraire et de Maximilien de Habsbourg, les Habsbourg d'Autriche et d'Espagne.

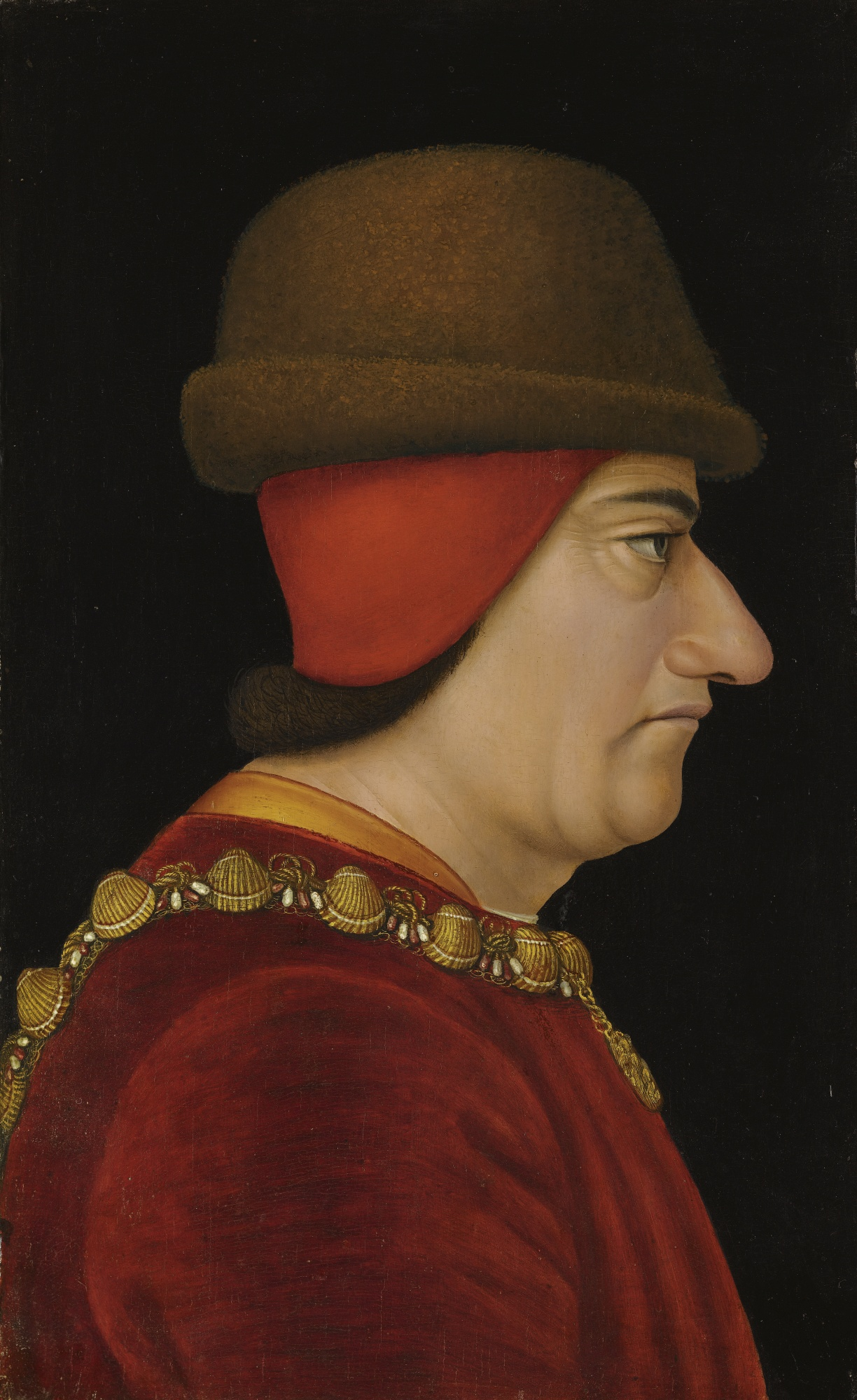
Louis XI, portrait anonyme du XVe siècle, Brooklyn Museum, New York.
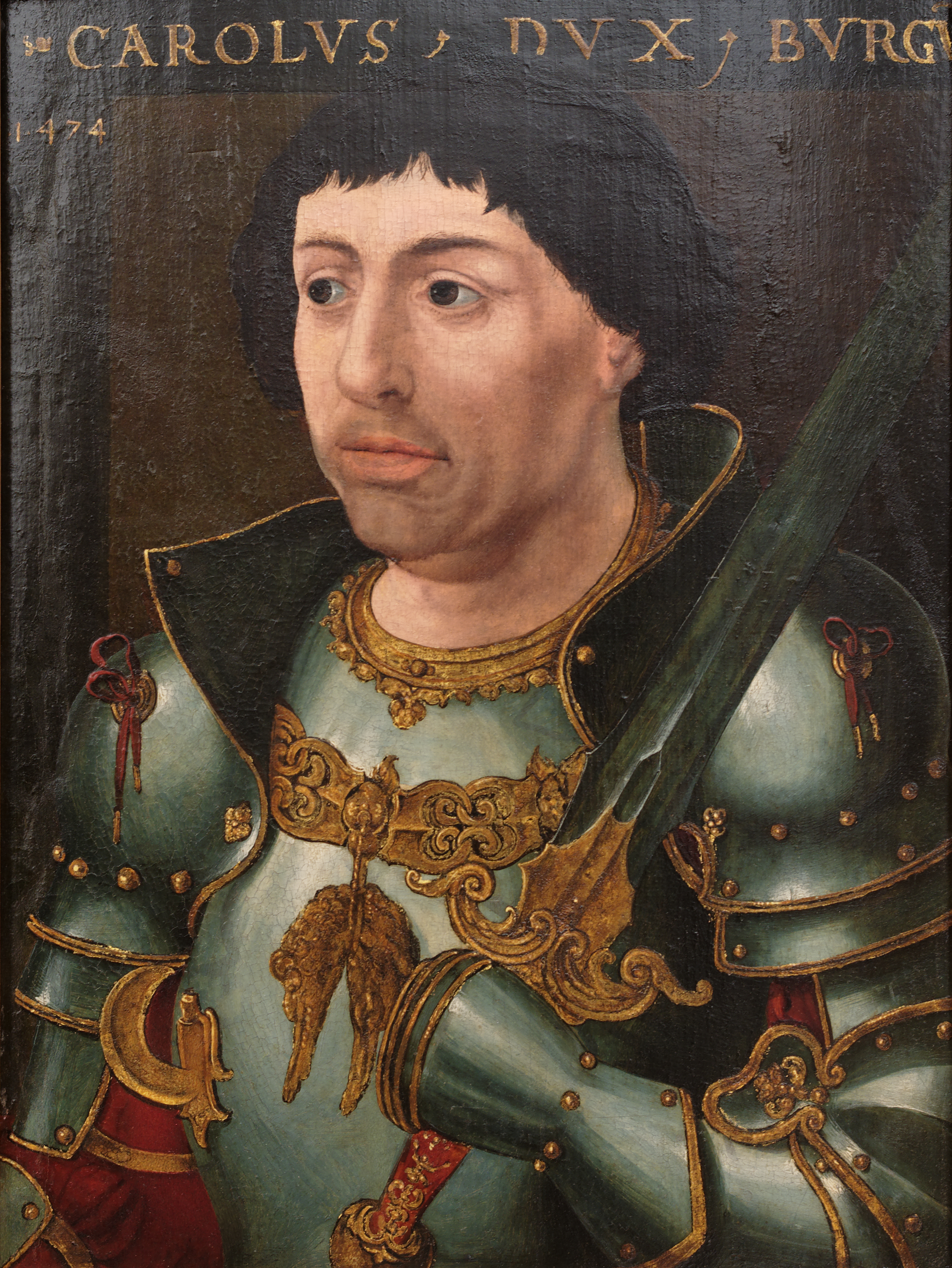
Charles le Téméraire, portrait anonyme, 1474, Musée des beaux-arts de Dijon.
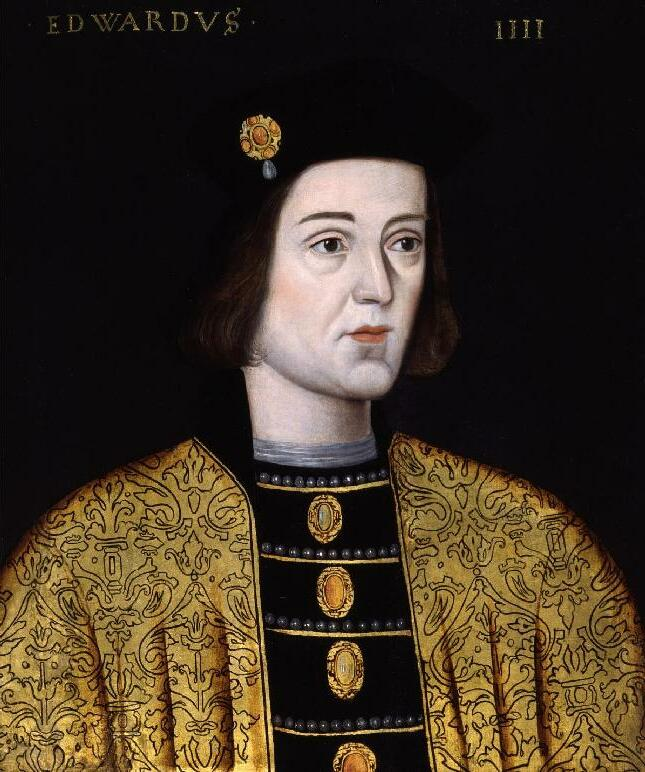
Édouard IV d'Angleterre, portrait anonyme.
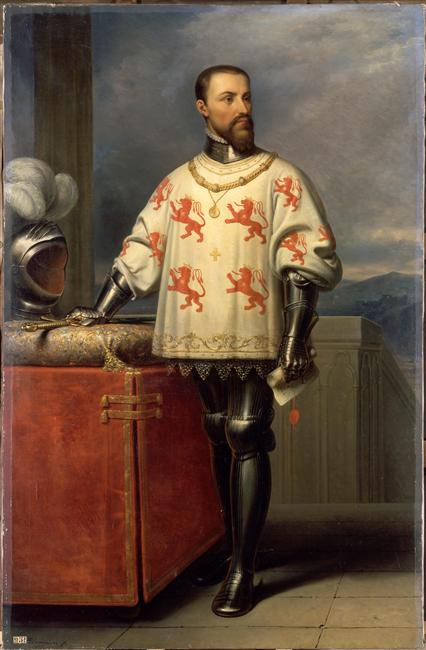
Le connétable de Saint-Pol, portrait anonyme.

#### Le renouveau économique à la fin duXVesiècle
Depuis le dernier tiers du XIVe siècle, la concurrence de la draperie anglaise provoqua une crise de l'industrie textile en Picardie. La reprise fut amorcée par l'implantation d'une nouvelle industrie textile, la sayetterie. Les sayetteurs furent chasser d'Arras en 1480 sur ordre de Louis XI. Il s'installèrent à Amiens et l'industrie de la sayetterie se développa par la suite à Abbeville et à Beauvais. En outre, à Abbeville se développa l'industrie des "charpentiers de navires" à l'extrême fin du siècle, l'horlogerie et l'imprimerie. Abbeville fut la seule ville de Picardie à posséder un atelier d'imprimerie dès 1486. Dans les villes, la bourgeoisie commerçante étendit son emprise sur le monde rural par la possession de terres et son pouvoir politique par l'achat d'offices de justice ou de finances. Elle accéda ainsi aux plus hautes fonctions municipales et aux honneurs.

## Époque moderne
De la Renaissance aux décennies précédant la Révolution, la Somme fut à la fois le théâtre permanent de luttes de frontières (illustrées par l'édification de citadelles par Jean Errard à Amiens et Doullens) et le cadre d'un essor de l'industrie textile favorisé grâce entre autres à la politique de Colbert, ministre de Louis XIV.
Au nombre des épisodes douloureux pour la population, il faut citer la grande disette de 1562 et de nouveau la peste en 1587 ainsi qu'en 1596.
Militairement, les Espagnols s'illustrèrent par exemple en 1593 en se répandant de nouveau dans le Vimeu, pillant et brûlant tout sur leur passage, puis en 1636 en prenant Corbie.

### Renaissance
La Renaissance, en Picardie, est synonyme de guerre civile et d'invasion étrangère.
Pendant près de deux siècles, de la mort de Charles le Téméraire au traité des Pyrénées, soit entre 1477 et 1659, la Picardie a constitué une marche frontière de la France. On distinguait alors la Basse-Picardie (Calaisis, Boulonnais, Ponthieu, Marquenterre, Vimeu) et la Haute-Picardie (Amiénois, Santerre, Vermandois, Thiérache).

#### Les invasions espagnoles
Après l'échec de l'entrevue du camp du Drap d'Or, près de Calais, entre Ardres et Guînes, en 1520, François Ier dut affronter l'Empereur Charles Quint et le roi d'Angleterre Henri VIII.
En 1536, Henri III de Nassau-Breda commandant l'armée de Charles Quint assiégea la ville de Péronne du 14 août au 11 septembre. Malgré d'incessants bombardements et plusieurs assauts, la ville tint bon.
En 1559, la paix du Cateau-Cambrésis entre la France, l'Espagne et l'Angleterre mit fin aux Guerres d'Italie et aux conflits entre les trois puissances. La ville de Calais revint à la France, les Trois-Évêchés de Metz, Toul et Verdun également. Les villes de Saint-Quentin, Ham et la place forte du Catelet furent restituées à la France.

#### Guerres de religion
La diffusion du protestantisme en France suscita une réaction de princes catholiques qui reçurent le soutien de l'Espagne. En 1568, le gouverneur de Péronne, Jacques d'Humières, refusa de remettre la ville aux protestants, fonda la Ligue avec l'appui de seigneurs picards qui lancent à Péronne, en juin 1576, un appel aux princes et prélats du royaume, afin de rétablir la religion catholique et « l’obéissance de Sa Majesté ». Le mouvement s’étendit à toute la Picardie ralliant les villes d'Abbeville, Saint-Quentin, Beauvais, Corbie…
Le 31 mars 1585, la « Proclamation de Péronne » relança l'action de la Ligue dont le chef était Henri de Guise dit « Le Balafré ». Elle déclarait vouloir rétablir la religion unique (le catholicisme), soustraire le roi Henri III à l'emprise de ses favoris, et l'obliger à faire appel régulièrement aux États généraux.

#### Prise d'Amiens par les Espagnols et paix de Vervins

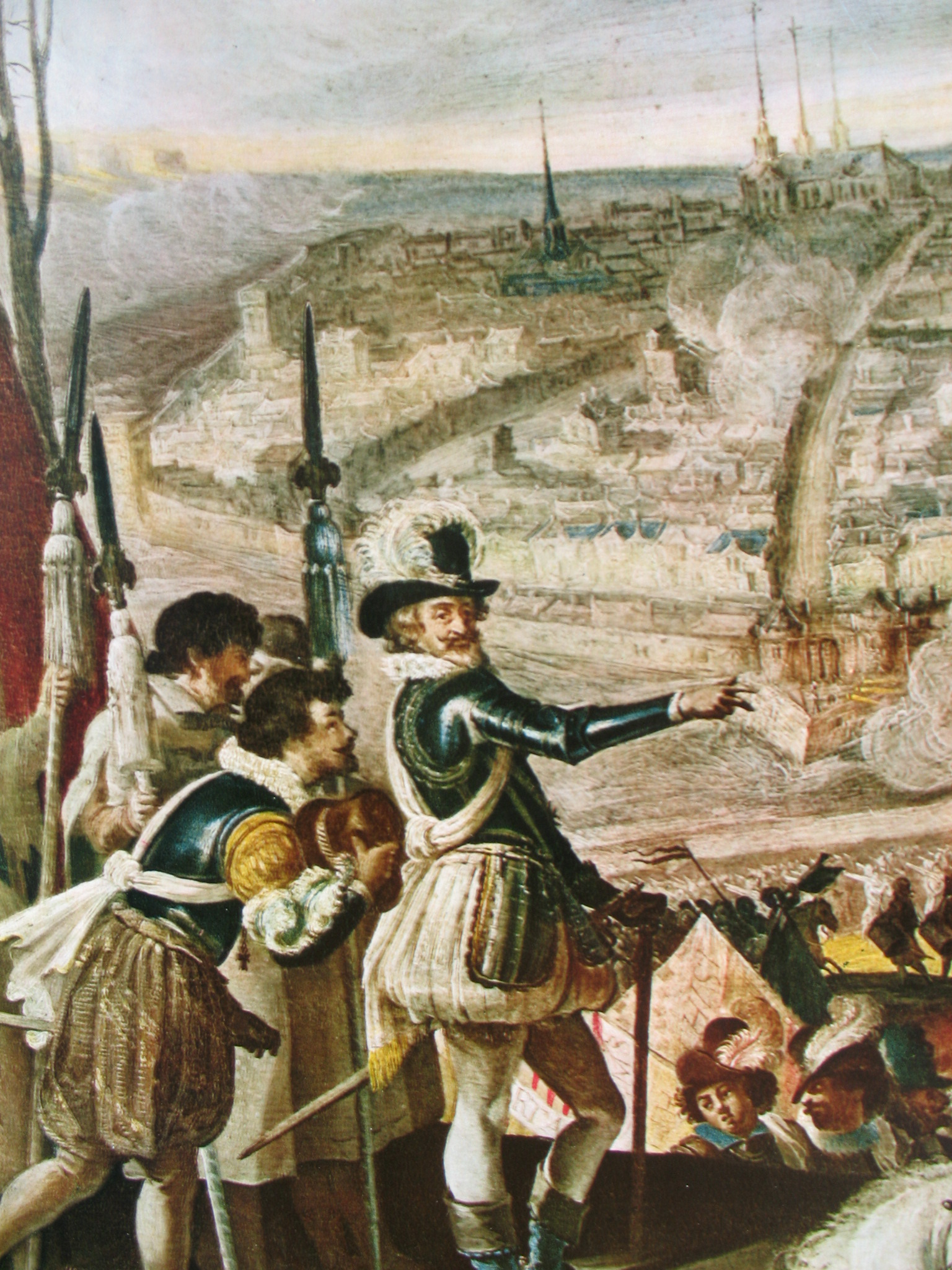
Henri IV (roi de France) au siège d'Amiens (1597), Anonyme.

Le 11 mars 1597, Les Espagnols prirent par surprise la ville d'Amiens. Selon le récit des événements transmis par la tradition, avec trois chariots, les Espagnols avancèrent et pénétrèrent sous l’une des portes de la ville, renversèrent un chariot rempli de noix, pour créer un encombrement. Le chariot renversé les bourgeois accoururent, houspillant le paysan maladroit, tout en se jetant sur les noix. C’est alors que les soldats espagnols déguisés prirent leurs armes et tuèrent les sentinelles et firent entrer les 500 soldats mis en embuscade et quatre compagnies de cavalerie qui pénétrèrent dans la ville.
Aussitôt la nouvelle de la prise d'Amiens connue, le roi Henri IV confia au maréchal de Biron le soin de reprendre la ville en l'assiégeant. Henri IV lui-même et sa cour fit attaquer la ville par l'artillerie au début du mois d'avril. Après plusieurs sorties des assiégés, plusieurs attaques des assiégeants, l'échec de l'armée de secours espagnole, le gouverneur espagnol d'Amiens se rendit le 25 septembre 1597.
La frontière nord du royaume se trouvait dégagée pour un temps de la pression espagnole.

### La guerre de Trente ans et la guerre franco-espagnole
En 1635, cela faisait déjà dix-sept ans que l'Europe était en guerre. La guerre de Trente ans avait débuté en 1618. Au début, la France n'intervint, dans le conflit que par puissance interposée, le Danemark puis la Suède, c'est ce que Richelieu appelait la "guerre couverte". En 1635, cette position n'était plus tenable, la France entra alors dans le conflit, c'était "la guerre ouverte" avec la Maison de Habsbourg c'est-à-dire l'Autriche et l'Espagne.
Le 2 juillet 1636, Les troupes espagnoles commandées par le prince Thomas de Savoie-Carignan et Jean de Werth franchirent la frontière nord du royaume et prirent La Capelle le 8 juillet. Les Espagnols prirent ensuite Bohain-en-Vermandois, Vervins, Origny-Sainte-Benoite et Ribemont. Le 25 juillet Le Catelet tomba à son tour tandis qu'Hirson résista du 25 juillet au 15 août (la ville fut reprise par Turenne en 1637).
Le comte de Soissons avec 10 000 hommes de troupe fut envoyé sur place pour empêcher les troupes espagnoles de franchir la Somme. Bray-sur-Somme résista mais fut détruit par les bombardements. Cependant, la Somme fut franchie par les Espagnols à Cerisy. Les Espagnols pillèrent et incendièrent Saleux, Salouël et Longueau. Jean de Werth prit Roye, Ottavio Piccolomini et ses troupes ravagèrent les campagnes entre Somme et Oise. Ils firent des incursions jusque Pontoise. Seule Montdidier résistait.

#### Prise de Corbie par les Espagnols, reprise par les Français

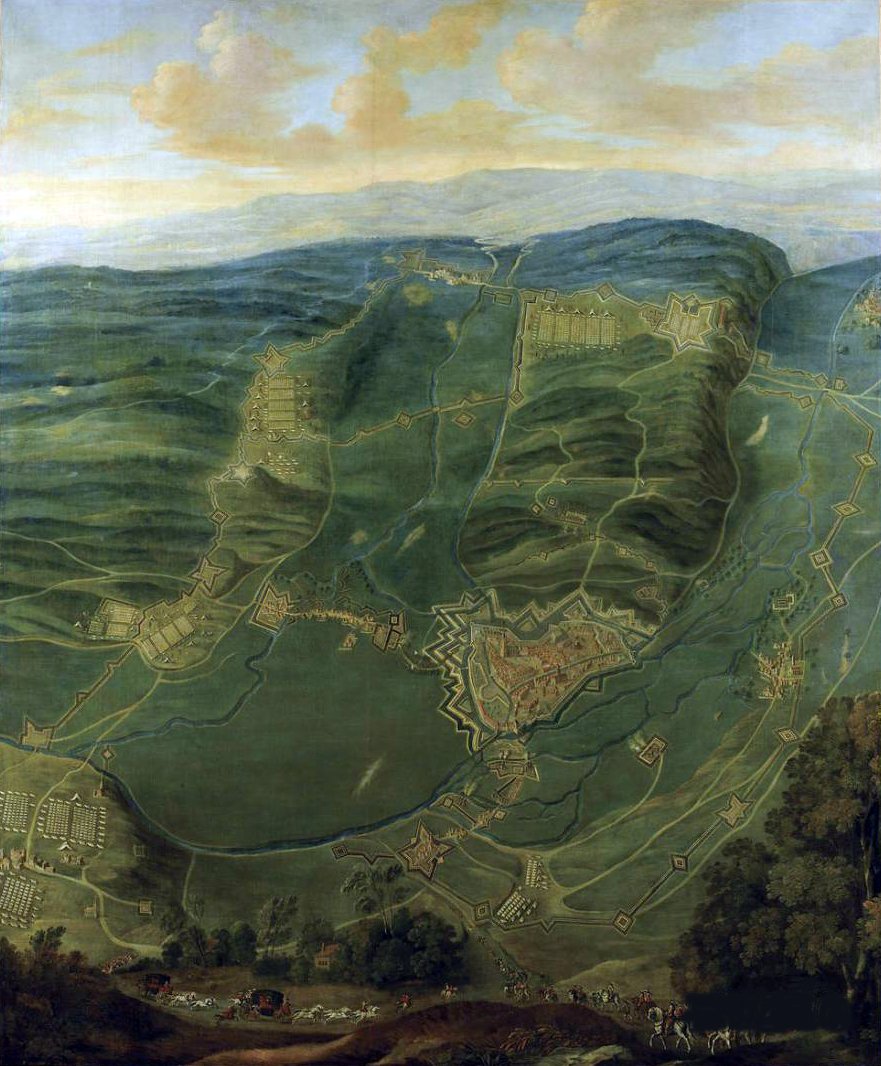
La Reprise de Corbie par Louis XIII, Anonyme, vers 1640, (château de Versailles).

En 1636, la place de Corbie était commandée par Antoine Maximilien de Belleforière, marquis de Soyécourt qui disposait d'une garnison de 1 600 hommes. Face à eux, l'armée espagnole comptait 30 000 hommes. Belleforière préféra négocier une reddition pour éviter le pillage de la ville. La capitulation eut lieu le 15 août. Les assiégés conservèrent leur vie et leurs biens, la garnison put sortir avec armes et bagages et rejoindre Amiens. Les Espagnols entrèrent dans Corbie à 10 heures du matin.
Le 1er septembre, Louis XIII quitta Paris à la tête d'une armée de 40 000 fantassins et 12 000 cavaliers et marcha vers le Nord. Cependant, sur place, ce fut Richelieu qui assura la direction des opérations. Le siège dura six semaines, avant que les Espagnols, affamés, ne capitulent enfin. Le 9 novembre, l'ennemi demanda à négocier sa reddition, et se rendit le 14.
La Picardie, particulièrement la région de Corbie et Albert, l'Amiénois, le Santerre entre Somme et Oise… était effroyablement ravagée.
La reprise de Corbie écartait la menace espagnole sur Paris.
Les exactions espagnoles dans la région se poursuivirent jusqu'à la paix des Pyrénées de 1659. Par ce traité, l'Artois était donnée à la France, de ce fait, les villes de la Somme cessèrent de protéger la frontière nord du royaume.

### De la paix des Pyrénées à la Révolution française

#### Le retour de la prospérité
De la paix des Pyrénées (1659) à la Révolution française (1789), la Picardie connut une période de paix qu'elle mit à profit pour se reconstruire.
La seconde moitié du XVIIe siècle fut pour la Picardie une période de prospérité. Sous l'impulsion de Colbert, des manufactures furent créées comme la  Manufacture des Rames à Abbeville qui fabriquait des draps de luxe, fondée en 1665…
Dans les campagnes comme à Crèvecœur-le-Grand et ses environs, se développa, aux XVIIe et XVIIIe siècles, l'industrie textile à domicile (proto-industrie), de la serge.

#### LesLumièresdans la Somme

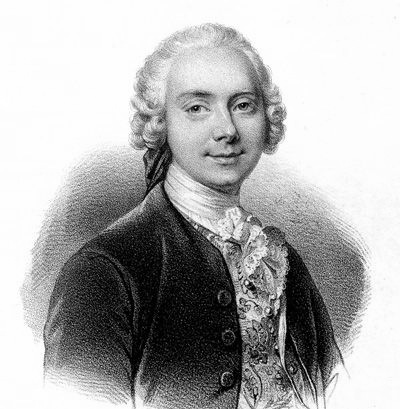
Jean-Baptiste Gresset, membre fondateur de l’Académie d’Amiens.

Dans le courant du XVIIIe siècle, la Picardie fut sensible aux Lumières. Des académies se créèrent comme l'Académie des sciences, des lettres et des arts d'Amiens créée en 1746 par Jean-Baptiste Gresset ou la Société d'émulation d'Abbeville fondée en 1797.
L'Intendant de la généralité d'Amiens, Bruno d'Agay en fut membre. Il y prit part à des discussions sur la vaccine, les paratonnerres ou les améliorations concernant l’agriculture et l’industrie. Il y prononça des discours sur l’utilité des Sciences et des Arts (1774) et sur Les avantages de la navigation intérieure (1782). En 1751, le Jardin des plantes d'Amiens fut créé et des cours de botanique y furent dispensés.
Des loges maçonniques furent fondées à partir de 1744 à Abbeville, Montdidier, Doullens, Amiens etc.
C'est en février 1766 qu'éclata, à Abbeville, l'Affaire La Barre, dans le microcosme de la société locale, sur fond de réaction à l'esprit des Lumières et de querelles d'intérêts et de clans. La mutilation d'un crucifix offrit l'occasion aux notables locaux de s'en prendre à un jeune noble soupçonné d'impiété, le Chevalier de La Barre. On trouva chez lui un exemplaire du Dictionnaire philosophique de Voltaire. Après avoir été soumis à la torture, La Barre fut condamné à mort par le Tribunal d'Abbeville puis, en appel, par le Parlement de Paris. Il fut supplicié sur la Grand-Place d'Abbeville, le 1er juillet 1766.
Après son passage triomphal à Amiens en 1767, Jean-Jacques Rousseau passa les six dernières semaines de sa vie, en 1778, à Ermenonville (Oise).
De 1781 à 1784, Roland de La Platière fut à Amiens, inspecteur des manufactures, il publia des ouvrages: L'Art du fabricant d’étoffes en laine, L’Art du fabricant de velours de coton et L'Art du tourbier, en 1782. Son épouse Manon Roland, passionnée de botanique, herborisa le long des canaux aux abords de la ville. Elle constitua un herbier aquatique.
Gabriel-Marie de Talleyrand-Périgord (1726-1795), oncle du diable boiteux, fut le dernier gouverneur de Picardie de 1770 à 1789.
À la veille de la Révolution française, existait un service de diligences et de messageries avec départ de Paris, les mardis et jeudis à 11 h 30 et arrivée à Amiens, les mercredis et dimanches à 8 h. Il desservait Chantilly, Creil, Laigneville, Clermont-en-Beauvaisis, Saint-Just-en-Chaussée, Breteuil-sur-Noye, Flers-sur-Noye et Hébécourt. Les diligences pouvaient transporter dix personnes (dont deux au cabriolet) pour un montant de 25 livres, 15 sols par personne.

## Époque contemporaine

### Révolution française, création du département de la Somme

Carte du département de la Somme (1790).

La Picardie fut, en juillet 1789, le point de départ de la Grande Peur qui prit naissance dans les villages autour d'Estrées-Saint-Denis, sur le Plateau picard.
Lors de la création des départements, en 1790, la majeure partie des régions de la Picardie forma le département de la Somme (parties de l’Amiénois, du Santerre, du Vermandois, du Ponthieu, du Marquenterre et du Vimeu) .
De 1791 à 1793, les cinq districts (Amiens, Abbeville, Doullens, Montdidier et Péronne) du département de la Somme fournirent huit bataillons de volontaires nationaux et 1 compagnie.

### Consulat et Premier Empire

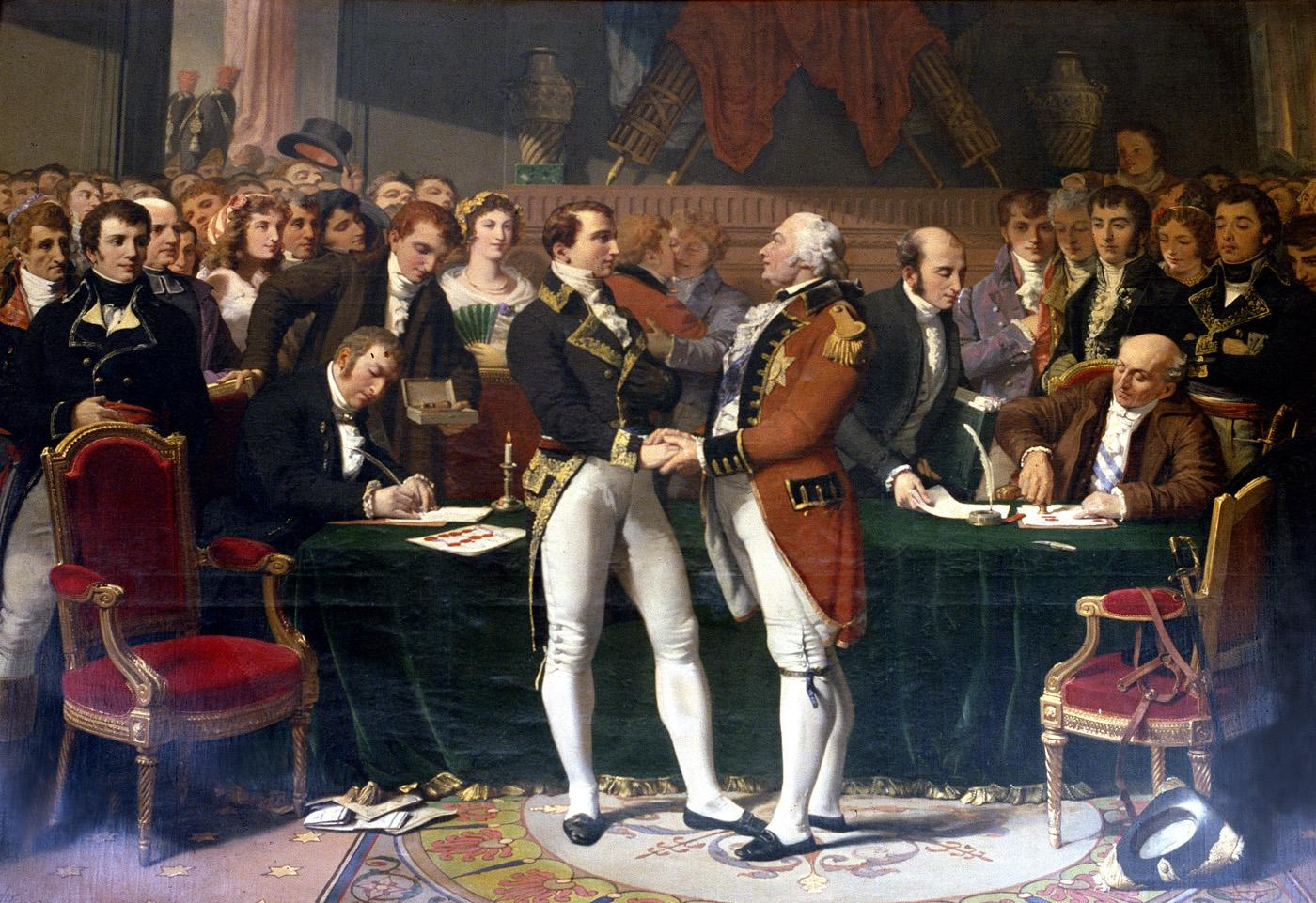
La Paix d'Amiens de Jules-Claude Ziegler (1853).

En 1802, fut signée la paix d'Amiens entre la France et le Royaume-Uni. Ce traité ne rétablit la paix que pour une courte durée, en 1805, la guerre reprenait. Deux Picards se distinguèrent durant la période Caulaincourt, familier de Napoléon Ier et le Général Foy qui combattit en Espagne et à Waterloo.
Après la victoire des coalisés à la bataille de Waterloo (18 juin 1815), le département est occupé par les troupes britanniques de juin 1815 à novembre 1818 (voir occupation de la France à la fin du Premier Empire).

### La Restauration
Louis XVIII débarqua à Calais, le 24 avril 1814, grâce aux armées de la coalition et gagna Paris. Il octroya aux Français une Charte constitutionnelle et restaura la monarchie sans retour à l'Ancien Régime.
En 1815, les jésuites établirent à l'abbaye de Saint-Acheul d'Amiens, l'un de leurs six collèges qui fut l'un des moteurs de la renaissance de la Compagnie de Jésus en France.
Sous la Restauration fut achevée la construction du canal de la Somme, commencée en 1786 et achevée en 1827. Il fut inauguré par Charles X.
Les élections des députés se faisaient au suffrage censitaire. Si dans les départements de la Somme et de l'Oise, les électeurs désignèrent des députés conservateurs, il n'en fut pas de même dans le département de l'Aisne où le général Foy fut élu avec deux autres députés libéraux.
La Révolution des Trois Glorieuses, les 27, 28, 29 juillet 1830 qui provoqua l'abdication de Charles X, fut accueillie favorablement dans les villes et provoquèrent quelques incidents à Amiens.

### La monarchie de Juillet
La monarchie de Juillet fut pour la Somme une période de construction des premières lignes de chemin de fer:
- En 1846 fut mise en service la ligne de Paris-Nord à Lille
- En 1847-1848 mise en service de la ligne de Longueau à Boulogne-Ville

En 1840, Louis-Napoléon Bonaparte, neveu de Napoléon Ier, échoua dans sa tentative de soulèvement de la garnison de Boulogne-sur-Mer, condamné à la détention à perpétuité, il fut détenu au château de Ham dont il s'enfuit en 1846.

### Seconde République et Second Empire

#### Seconde République
La Révolution de février 1848 rencontra un certain écho en Picardie, on planta des arbres de la liberté dans les villes mais lors des Journées de juin 1848, l'opinion s'inquiéta et de nombreux Picards s'enrôlèrent dans la Garde nationale pour mater l'insurrection parisienne.
À l'élection du Président de la République des 10 et 11 décembre 1848, Louis-Napoléon Bonaparte rassembla, en Picardie, une très grande majorité de suffrages (plus de 80 %).
Le coup d’État du 2 décembre 1851 ne suscita guère d'opposition dans la Somme.

#### Second Empire
Le Second Empire fut pour la Picardie une période de prospérité avec le développement de l'industrie et le prolongement du réseau ferré : en 1867 mises en service de la ligne Amiens-Laon et de la ligne Amiens-Rouen.

### IIIeRépublique
La défaite de Sedan du 2 septembre 1870, provoqua un soulèvement des Parisiens, la République fut proclamée le 4 septembre. Un Gouvernement de la Défense nationale prend la direction du pays et organise la défense du territoire mais le 19 septembre, Paris est encerclé par l'armée prussienne. Léon Gambetta, ministre de l'Intérieur et Eugène Spuller s’échappèrent de Paris en ballon et atterrirent sur le territoire de la commune d'Épineuse dans le département de l'Oise. De là il gagnèrent Amiens puis Tours d'où ils organisèrent les armées françaises.

#### Guerre de 1870

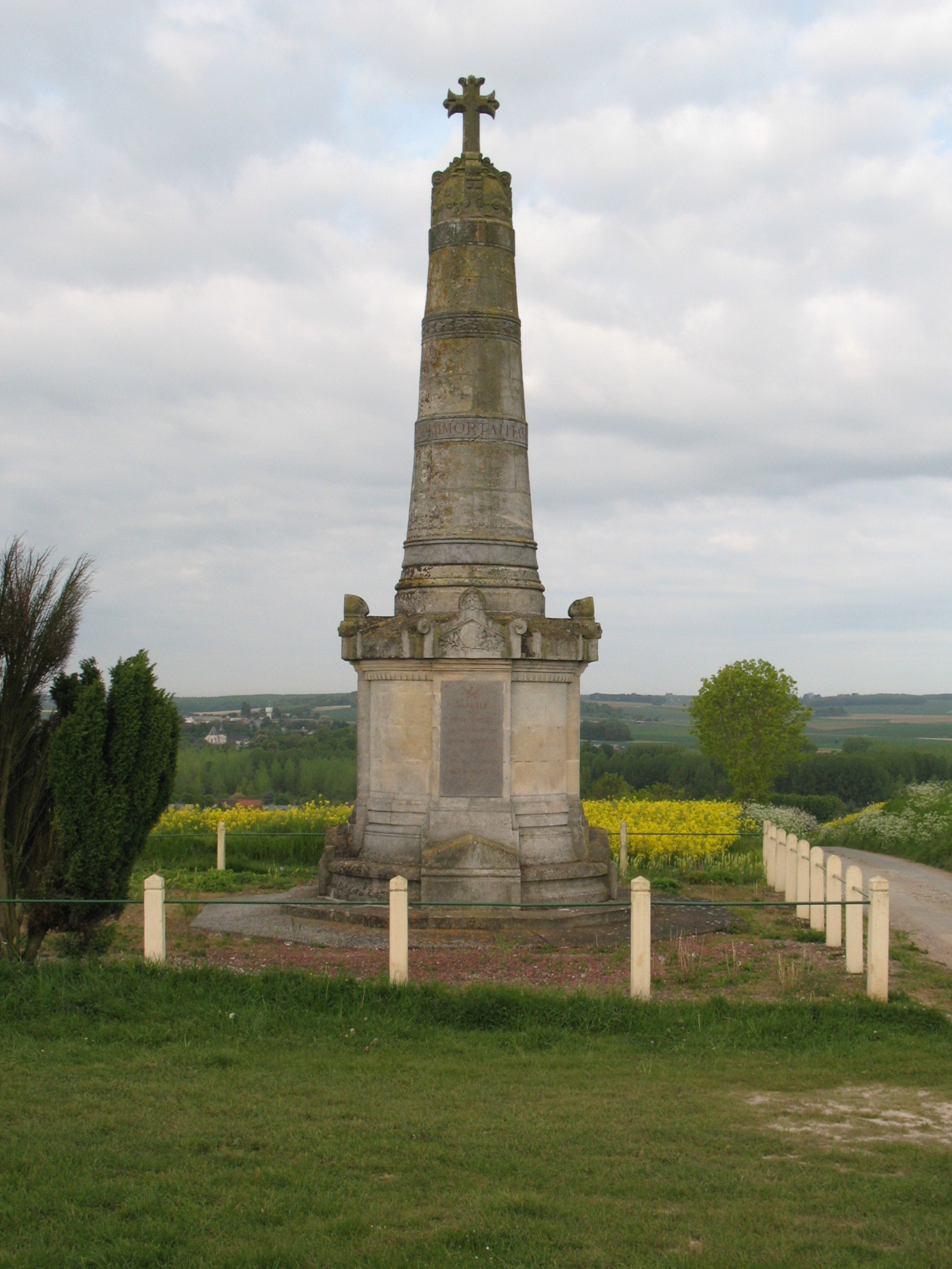
Pont-Noyelles, « Colonne Faidherbe », monument commémoratif de la Bataille de l'Hallue.

Lors de la Guerre franco-prussienne de 1870, le département fut envahi et occupé par les Prussiens. Des combats se déroulèrent en particulier à Amiens, Longpré-les-Corps-Saints et Pont-Noyelles. De nombreuses communes durent contribuer aux exigences imposées par les ennemis, en particulier par la fourniture de matériel (chevaux, chariots, foin).
La bataille d’Amiens (ou bataille de Villers-Bretonneux) eut lieu le 27 novembre 1870. L’armée française sous les ordres du général Farre affronta les Prussiens commandés par Edwin von Manteuffel. Des combats se déroulèrent également à Cachy, Gentelles, Boves et Dury et à la citadelle d'Amiens qui capitula le 29 novembre 1870. À l'issue de cette bataille, Amiens fut occupée par les Prussiens.
La bataille de l'Hallue ou bataille de Pont-Noyelles se déroula les 23 décembre et 24 décembre 1870, dans la plaine dominant Pont-Noyelles et la vallée de l'Hallue. Elle opposa 40 000 soldats français de l'Armée du Nord commandée par le général Faidherbe aux 22 500 soldats prussiens commandés Edwin Freiherr von Manteuffel.
Les Français subirent de lourdes pertes dans le village devant leurs positions. Cependant, les Prussiens furent incapables de se maintenir sur les hauteurs qu'ils contrôlaient. Un millier de soldats français furent tués, et 1 300 capturés. Environ 927 Prussiens furent tués ou blessés. L'issue de la bataille fut indécise.

#### Le triomphe de la République
Après le succès initial des royalistes aux élections législatives de 1871, les républicains progressèrent à chaque élection jusqu'à devenir majoritaires à la Chambre des députés et au Sénat en 1879. Dans la Somme Jules Barni, René Goblet, Frédéric Petit (homme politique) furent les principaux chefs de file des républicains. René Goblet devint même ministre et Président du Conseil en 1886-1887, il fut un membre actif de la fondation du Parti radical et radical-socialiste en 1901. La crise boulangiste puis l'affaire Dreyfus ébranlèrent le régime, des députés antisémites furent élus comme à Montdidier mais le sursaut républicain provoqua la victoire de la gauche aux élections législatives de 1902.

#### Les transformations économiques et sociales
À partir de 1850, le développement de l'industrialisation se fit sentir. Les lignes de chemin de fer furent tracées, drainant une population attirée par de nouveaux ateliers s'implantant ici ou là, comme dans les vallées de la Somme et de la Nièvre, à Ailly-sur-Somme et Flixecourt, par exemple. Commença alors l'exode rural, le « monde ouvrier » demeurant parfois dans des cités spécialement construites à la demande des industriels-patrons, tels que les frères Saint et Carmicaël.
L'essor de l'industrie se manifesta dans la Somme dans la seconde moitié du XIXe siècle jusqu'aux années 1970. Le textile fut la première industrie amiénoise avec la confection de velours de coton pour l'habillement et de velours d'ameublement. Tandis que le développement du réseau ferré provoquait l'essor de villes cheminotes comme Longueau.
La population quitta les campagnes pour les villes, à partir de la seconde moitié du XIXe siècle, avec le développement des chemins de fer et de l'industrie. Cette mutation sociale s'accompagna d'une évolution politique, le mouvement socialiste s'enracina progressivement, comme à Amiens, à la création de la SFIO, avec l'élection du typographe Lucien Lecointe au conseil municipal, en 1900, au conseil général de la Somme, en 1904 et à la chambre des députés, en 1909.

#### La colonisation
La colonisation ne fut pas sans influence en Picardie. En 1906, se déroula à Amiens une exposition internationale. Dans ce cadre, fut inauguré le 14 mai, « Le village noir », en présence de Mamdou Sek, chef de tribu, maître-bijoutier à Gorée (Sénégal), recruté par des imprésarios français, entouré de sa femme et de ses enfants. Les visiteurs affluèrent. Le grand bal « noir et blanc » du 14 juillet fut un succès. Ainsi le village sénégalais tentait-il de sensibiliser les Picards aux « bienfaits » de la colonisation.

#### Première Guerre mondiale
La  Grande Guerre fut, pour le département de la Somme, un véritable cataclysme. La partie de la région comprise entre Amiens, Montdidier, Noyon et Saint-Quentin fut anéantie. Plusieurs batailles majeures de la guerre se déroulèrent en Picardie notamment en 1916, 1917 et 1918.
Le département fut très durement touché par la Grande Guerre notamment lors de bataille de la Somme.
Toute sa partie Est  (région d'Albert, Péronne et Roye)  fut sillonnée de tranchées et de sapes, dans lesquelles un nombre considérable de soldats furent tués et blessés. Les villages de cette zone furent évacués puis complètement rasés, et leur horizon est désormais parsemé de cimetières militaires et plus tard de monuments aux morts.
La ville d'Albert acquit une renommée pratiquement planétaire pour avoir offert, pendant de longs mois, le spectacle de la statue en déséquilibre sur le dôme de sa basilique aux combattants anglais, canadiens, américains et australiens, qui envoyèrent à leurs familles des cartes postales, des photos et des dessins de cette vierge dorée martyrisée par un bombardement.
En plus des destructions matérielles, de la déstructuration des paysages (forêts rasées ou déchiquetées par la mitraille, sols bouleversées et souvent plusieurs fois retournés par la chute des centaines de milliers de tonnes d'obus), il a fallu un surcroît inimaginable de travail pour réhabiliter les routes, villages et terres cultivables dans le cadre de la reconstruction.
Les habitants de ces villages se virent en outre privés d'une partie de leur mémoire : le patrimoine constitué par leurs archives a en effet pour une grande partie (registres paroissiaux et d'état-civil et d'autres archives) été dispersé ou est parti en fumée lors des incendies causés par les bombardements de leur chef-lieu d'arrondissement Péronne.
Des réfugiés des départements de la Somme furent accueillis notamment dans le village belge de Ways, entre février et juin 1918. Une plaque dans le porche de l'église Saint-Martin de Ways atteste de la reconnaissance des déplacés.
En 1918 et 1919, plusieurs localités eurent en outre à déplorer la disparition d'habitants (souvent de jeunes adultes) atteints de la grippe espagnole.

#### Entre-deux-guerres
Les séquelles de guerre datant de cette période sont encore nombreuses. Elles ont justifié que le département soit après l'armistice classé en zone rouge. On continue à régulièrement retrouver des munitions non explosées (dont obus chimiques parfois) lors des travaux agricoles et de terrassement. Il est probable que de nombreuses munitions ont été enterrées ou oubliées dans le sol, d'anciens marais, d'anciens bras morts de la Somme et autres puits où elles restent dangereuses et susceptibles de relarguer les produits toxiques qu'elles contiennent. La prise en compte du fait que le sous-sol du département - de par son histoire difficile et sa topographie relativement plate  - a été truffé d'une grande quantité d'abris, sapes, mines et tranchées. À la recherche d'abris lors de la Deuxième Guerre mondiale, la préfecture a réalisé un inventaire succinct des cavités existant dans le département. En vieillissant les galeries et cavités peuvent devenir dangereuses.
Ce sont aujourd'hui les maires, qui assistés par le BRGM ont la responsabilité de finir et mettre à jour l'inventaire. Selon les données du BRGM, 485 communes sur 783 du département ont des cavités (de quelques m3 à plusieurs hectares de surface souterraine) sous les maisons ou sous des infrastructures, avec - avant décembre 1998 - 245 désordres recensés, dont un déraillement de T.G.V. en 1993. Les sapes ainsi que les refuges souterrains de la guerre de 1914- l9l8 sont essentiellement localisés sous la ligne de front ou à proximité. Certaines d'entre elles peuvent encore contenir des munitions non explosées ou produits dangereux.
Des ouvrages de casernements souterrains ou d'abris passifs ont aussi été réalisés lors de la Seconde Guerre mondiale, mais généralement plus solides (en béton armé)., « Muches » (Muche signifie cachette en Picard) utilisées lors de la Première Guerre mondiale,

##### La reconstruction
L'Entre-deux-guerres est une période de reconstruction pour la Picardie. Certains secteurs classés en la zone rouge; la détermination des habitants de retour dans leur village, obligea les autorités à engager des opérations de reconstruction. Albert, Péronne, Ham, Roye, Montdidier, Moreuil, ne sont plus qu'un amas de ruines.

##### Des Années folles à la dépression des années 1930
Sur le plan politique la période fut marquée en Picardie par une certaine stabilité politique jusqu'en 1936. Le radicalisme s'était implanté dans les campagnes et à partir de 1920, un acteur politique nouveau, le Parti communiste français, fit son apparition après sa scission d'avec la SFIO au Congrès de Tours. En 1925, la cité cheminote de Longueau, élisait un maire communiste.
Avec la crise de 1929 et la montée du chômage des années 1930, la Picardie vécut des temps difficiles, les ligues d'extrême droite firent leur apparition telle les Chemises vertes d'Henri Dorgères, dans les campagnes de la Somme. Henri Dorgères était devenu populaire dans le département après sa condamnation par le Tribunal correctionnel de Péronne en juin 1933 pour s'être opposé à la saisie de biens chez un gros agriculteur de Bray-sur-Somme.

##### Le Front populaire
La victoire du Front populaire, en 1936, marqua un net glissement à gauche de l'électorat picard. Le département de la Somme élisait deux députés communistes Jean Catelas et Louis Prot à Amiens, un député socialiste Max Lejeune à Abbeville et réélisait le député socialiste sortant Alfred Basquin dans la circonscription de Péronne; un député radical, Maurice Delabie, était lui aussi réélu, dans le Vimeu.
Une vague de grèves s'étendit sur l'ensemble du département de la Somme en mai-juin notamment à Amiens-Longueau parmi les cheminots, à Albert-Méaulte chez les ouvriers de l'usine Potez, dans les usines Saint Frères de la vallée de la Nièvre et dans les fonderies et serrurerie du Vimeu. Le mouvement de grève toucha également le monde paysan de juillet à octobre 1936 : de grandes exploitations céréalières et betteravières connurent des grèves du fait de la résistance du patronat agricole envers les accords Matignon, les exploitants reçurent le soutien des Chemises verts d'Henri Dorgères comme à Croix-Moligneaux près de Ham pour faire reculer les ouvriers agricoles en grève.

### Seconde Guerre mondiale

#### Drôle de guerre
Le 3 septembre 1939, débutait pour la France la Seconde Guerre mondiale. Après la Drôle de guerre, l'attaque allemande débuta le 10 mai 1940 ; le passage de la Meuse à Sedan débuta le 14 mai, l'objectif des blindés allemands étaient d'atteindre Abbeville le plus vite possible.

#### Bataille de France (1940)
Sur le sol de la Picardie se déroulèrent plusieurs batailles importantes de la bataille de France. Les 18 et 19 mai 1940, la ville d'Amiens subit de très violents bombardements aériens et fut occupée dès le 20 mai par les Allemands. Du 20 mai au 8 juin 1940, de durs combats se déroulèrent autour d'Amiens, dans la vallée de la Somme et sur le plateau du Santerre pour tenter de dégager la ville et freiner la marche de la Wehrmacht vers Paris.
La bataille d'Abbeville où s'illustrèrent le colonel de Gaulle et la 4e division cuirassée qui se déroula du 28 mai au 4 juin 1940. Elle avait pour but de couvrir les ports de Dieppe, Le Havre et Rouen et de repousser les Allemands pour ancrer une ligne défensive sur la Somme.

#### L'Occupation
Les rigueurs de l'Occupation se firent sentir dès le mois de juillet 1940. La Somme servait de limite entre deux zones d'occupation: au nord la zone interdite, au sud la zone occupée, il fallait un Ausweis pour aller d'une zone à l'autre. La ville d'Amiens fut ainsi coupée en deux.
La population manquait de tout : produits alimentaires, carburant, charbon, gaz etc. Des tickets de rationnement furent distribués par les mairies. Les rations alimentaires, fin 1942, se limitaient dans la Somme à 1 200 calories par jour pour un adulte. La ration de viande était fixée à 120 g de viande par semaine et par personne en avril 1943.
La presse locale était étroitement contrôlée par les Autorités d'Occupation qui supervisaient le contenu des articles et leur mise en page. Elle ne pouvait publier que des articles favorables à l'Allemagne ainsi le quotidien  Le Progrès de la Somme de juin 1940 à  août 1944.
Une loi de juillet 1940, créa des régions : le département de la Somme, celui de l'Aisne et celui des Ardennes formèrent la région de Laon dont la préfecture régionale fut fixée à Saint-Quentin.

#### La Collaboration
Les bureaux de placement pour le travail en Allemagne firent appel aux chômeurs. Des permanences s'ouvrirent à Abbeville, Albert, Amiens, Friville-Escarbotin, Montdidier, Péronne et Roye, mais le succès ne fut pas au rendez-vous malgré des primes alléchantes. La loi du 16 février 1943 institua le Service du travail obligatoire (S.T.O.) qui frappait tous les jeunes gens du même classe d'âge ; 5 000 Picards du département de la Somme furent concernés.
La Collaboration décidée à l'entrevue de Montoire, entre Hitler et Pétain, le 24 octobre 1940 n'eut guère de succès en Picardie. Les partis politiques collaborationnistes ne recrutèrent qu'une centaine de personnes chacun dans le département de la Somme. En 1943, le Parti franciste créa une section féminine à Amiens qui offrait aux mères une garderie pour leurs enfants sans grand succès là encore. Seul le Parti populaire français (PPF) eut une certaine audience en organisant des séances de cinéma où furent projetés des films comme Le Péril juif, Les Forces occultes etc., à Amiens et à Albert, le PPF put imprimer ses propres tracts. Il milita pour que des Picards s'engagent dans la Légion des volontaires français contre le bolchevisme (LVF) à partir de 1941. Les actions violentes des collaborationnistes se limitèrent à des bris de bustes de Marianne dans certaines mairies et le renommage de quelques rues de certaines villes.
Au printemps 1944, la Collaboration avec les Allemands entra dans une phase plus active. Elle se consacra à la recherche des réfractaires au STO et des Résistants. La Milice ne fut active dans la Somme qu'à partir de mai 1944 mais le débarquement de Normandie, le 6 juin 1944 eut tôt fait de calmer les ardeurs des plus convaincus, beaucoup de collaborationnistes démissionnèrent, se cachèrent ou cherchèrent à entrer dans la Résistance.

#### La Résistance
Le Picard, Philippe de Hautecloque, capitaine de l'armée française, parvint à s'échapper des griffes allemandes en juin 1940 et à gagner l'Angleterre via le Portugal pour rejoindre la France libre du général de Gaulle. Il prit le nom de Général Leclerc et fut l'un des plus glorieux chefs militaires de la Résistance extérieure.
La Résistance intérieure dans la Somme, débuta dès 1940 par la collecte et la transmission de renseignements pour l'Angleterre et la France libre, la constitution de réseaux d'évasion pour les soldats des armées en déroute et des aviateurs alliés dont l'avion avait été abattu, la diffusion de tracts et de journaux clandestins, des actions de sabotage.
Jeanne Fourmentraux, professeure au lycée d'Amiens, entra en résistance dès octobre 1940, avec quelques jeunes gens, récupérant des armes abandonnées. Progressivement, elle entra en relation avec des salariés des PTT et de la SNCF et ce fut la fabrication de faux papiers. Ce groupe se rattacha au Bataillon de la mort de Paris en mars 1941.
Le Parti communiste clandestin, bien implanté dans la Somme, distribuait des tracts depuis août 1940 à Amiens, Longueau et Albert. Le Front national  et Front national (FTP) en étaient l'émanation. Le 31 octobre 1941, une gerbe était déposée au monument aux morts d'Amiens par les résistants. Le 24 décembre 1944, à 21 h 30, une explosion retentit au "Royal" restaurant d'Amiens, transformé en Soldatenheim (foyer du soldat allemand) : 37 soldats furent tués et une centaine furent blessés.
Léon Gontier était chef de service à la préfecture de la Somme, militant socialiste, syndicaliste et franc-maçon. Il était dans l'entre-deux-guerres président de la section d'Amiens de la Ligue des droits de l'homme. Il fit partie du petit nombre de personnes avec Louis Sellier, Louis Saillant et Léon Tellier qui se réunirent dès août 1940 pour résister à l'occupant. Il entreprit de reconstituer clandestinement la Fédération SFIO de la Somme et en devint le secrétaire fédéra. En 1941, il fut l'un des cofondateurs du groupe de résistance Libération-Nord à Amiens. Il fut également membre du réseau Brutus chargé du renseignement, fournit des faux papiers aux réfractaires, fit circuler tracts et journaux clandestins. Ce fut un véritable chef qui guida de nombreuses actions contre l'armée d'occupation allemande.
Le « Groupe Michel » était un groupe de résistants affilié au Front national et aux FTP. Il réalisa une série de coups de main audacieux de février à avril 1943 : déraillements de trains par déboulonnage des voies ferrées à Montières, Thézy-Glimont, Remiencourt, Aveluy, Guillaucourt, Fontaine-sur-Somme, Hangest-sur-Somme (ce dernier déraillement faisant 25 tués et 50 blessés parmi les soldats allemands), dynamitage de l'écluse de Sailly-Laurette, etc.
Madeleine Michelis, professeure de lettres au lycée de jeunes filles d'Amiens, resta aujourd'hui encore une figure de la Résistance. Elle hébergea alors une jeune juive, Claude Bloch - dont le père, l'architecte Jean-André Bloch, avait été déporté - avant de réussir à lui faire passer la ligne de démarcation. Elle était membre du réseau Libération-Nord et aussi membre du réseau Shelburn, branche du Special Operations Executive des services secrets britanniques. Elle avait pour mission de mettre à l'abri et de d'assurer le rapatriement en Angleterre des parachutistes et des aviateurs alliés. Son action dans la Résistance avait commencé en Normandie avant son arrivée à Amiens,.
D'autre réseaux comme l'Organisation civile et militaire (O.C.M.), le réseau Zéro France, se consacrèrent au renseignement et aux filières d'évasion. L'Organisation de résistance de l'armée (O.R.A.), non-gaulliste, était également implantée à Amiens, Conty, Hornoy-le-Bourg et Warloy-Baillon.

#### Répression et déportation
Le 12 novembre 1940, furent fusillés dans les fossés de la citadelle d'Amiens, deux hommes originaires de Saint-Valery-sur-Somme : Lucien Brusque, marin-pêcheur, et Émile Masson, batelier, âgé de 18 ans, pour avoir coupé des câbles téléphoniques de l'armée allemande. L'exécution fut prise en photo par un soldat allemand qui fit développer sa pellicule par un photographe amiénois qui transmit un double du cliché à la Résistance. La photo fut publiée dans la presse anglo-saxonne.

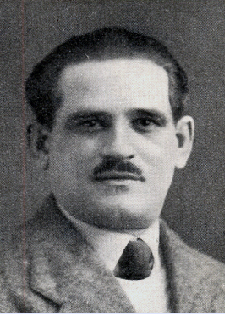
Jean Catelas.

Jean Catelas, député d'Amiens fut une victime du Régime de Vichy. Au début de la Seconde Guerre mondiale, il défendit le pacte germano-soviétique en 1939 et entra dans la clandestinité, après l'interdiction du Parti communiste. Il participa à la réorganisation clandestine des syndicats de cheminots d'obédience communiste. Après l'entrée des Allemands dans Paris le 14 juin 1940, il participa, aux côtés de Maurice Tréand, aux négociations visant à faire reparaître L'Humanité, sans succès. Membre de la direction du Parti communiste clandestin, il fut arrêté, à Paris, par la police française, le 14 mai 1941 et incarcéré à la prison de la Santé avec Gabriel Péri. Le 9 septembre 1941 le gouvernement de Vichy créait le « Tribunal d'État », juridiction d'exception comme les Sections spéciales, pour juger les opposants politiques sous la pression des Allemands qui, à la suite de l'attentat du 21 août 1941 contre l'aspirant Moser, exigèrent de l'État français l'exécution de six communistes. Jean Catelas fut condamné à mort, le 21 septembre 1941 et guillotiné le 24 à la prison de la Santé.
Paul Baroux (1910-1941), originaire de Blangy-Tronville, était instituteur à Longueau. Révoqué en décembre 1939, en raison de son appartenance au Parti communiste français, il fut arrêté le 11 mai 1941, et transféré au camp de Châteaubriant (Loire-Inférieure). Désigné comme otage, Paul Baroux fut fusillé par les Allemands, avec huit autres détenus le 15 décembre 1941.
Raymond Gourdain (1920-1942) était un ouvrier électricien, habitant à Amiens dans le quartier Saint-Acheul. Le 1er février 1942, le jeune FTP participa à un attentat contre la permanence de la LVF (volontaires français pour se battre sur le front russe dans la Waffen SS). Arrêté par la police française en uniforme il fut condamné à mort par un Tribunal militaire allemand. Transféré à la prison de Fresnes, il fut fusillé le 21 mars 1942 au Mont Valérien.

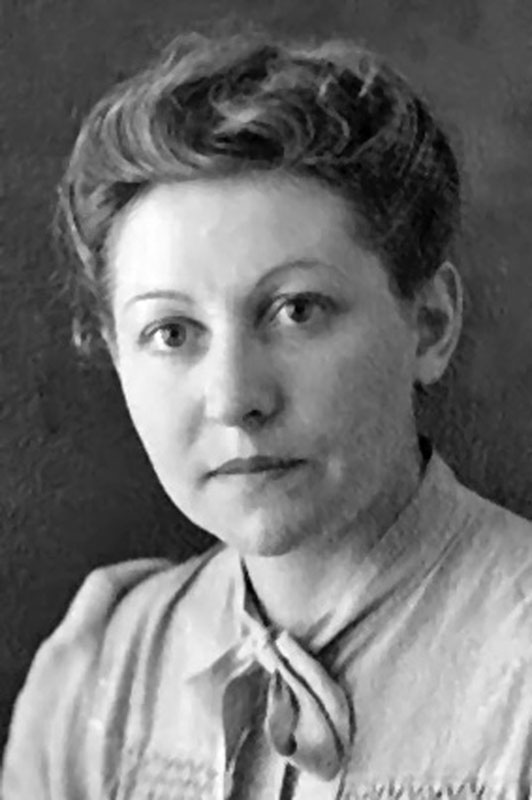
Madeleine Michelis.

Madeleine Michelis, résistante amiénoise, fut arrêtée par la Gestapo à son domicile, le 12 février 1944, elle fut transférée à Paris, au lycée Montaigne. Le mercredi 16 février, elle fut amenée vers 13 h, à l'Hôtel des États-Unis, boulevard du Montparnasse pour un interrogatoire. Le 21 février 1944, sa famille était officiellement informée de sa mort,.
Léon Gontier, résistant amiénois, fut arrêté à Paris, à la gare du Nord, le 13 janvier 1944 et fut incarcéré à Amiens, à la prison de la route d'Albert. Le 18 février 1944, lors de l'opération Jéricho, Léon Gontier se distingua par son courage en aidant les personnes blessées à gagner la sortie, malgré les pressions de son entourage qui s'incitait à fuir. Il resta, de ce fait, prisonnier des Allemands. Transféré au camp de Royallieu à Compiègne dans l'Oise, il fut ensuite déporté, le 28 juillet 1944 au camp de concentration de Neuengamme, en Allemagne, où il mourut le 31 décembre 1944.
L'abbé Émile Lavallard (1907-1945) était curé de Bouchoir près de Roye. Membre du réseau  Front national - FTP, il organisait des
filières d’évasion pour les aviateurs alliés dont l'avion avait été abattu et participait à la réception d’armes parachutées sur le plateau du Quesnoy. Il fut arrêté  par les Allemands à Bouchoir, au sortir de la messe du matin, le 24 avril 1944. Détenu à la citadelle d’Amiens, puis transféré au camp de Royalieu à Compiègne, il fut déporté, le 4 juin 1944, à Neuengamme puis à Sachsenhausen. Il fut envoyé ensuite à Falkensee pour travailler dans une usine d’armement. Transféré à Mauthausen, il y mourut le 13 avril 1945.
La citadelle d'Amiens fut un lieu de détention, de torture et d'exécution pour les résistants tombés dans les griffes de la police française ou de la Gestapo. Le camp de Doullens situé dans l'enceinte de la citadelle fut un lieu de détention pour les résistants de les Juifs des départements de la Somme, du Pas-de-Calais et du Nord de septembre 1941 à mars 1943.

#### Rafles, internement et extermination des Juifs
Le gouvernement de Vichy promulgua le premier statut des Juifs le 3 octobre 1940. Les Allemands avaient promulgué, le 27 septembre 1940, une ordonnance définissant le premier statut allemand des Juifs pour les zones occupées et les dispositions concernant leurs biens : recensement des Juifs dans chaque département, interdiction d'un retour en zone occupée pour les Juifs qui l'avaient quittée…

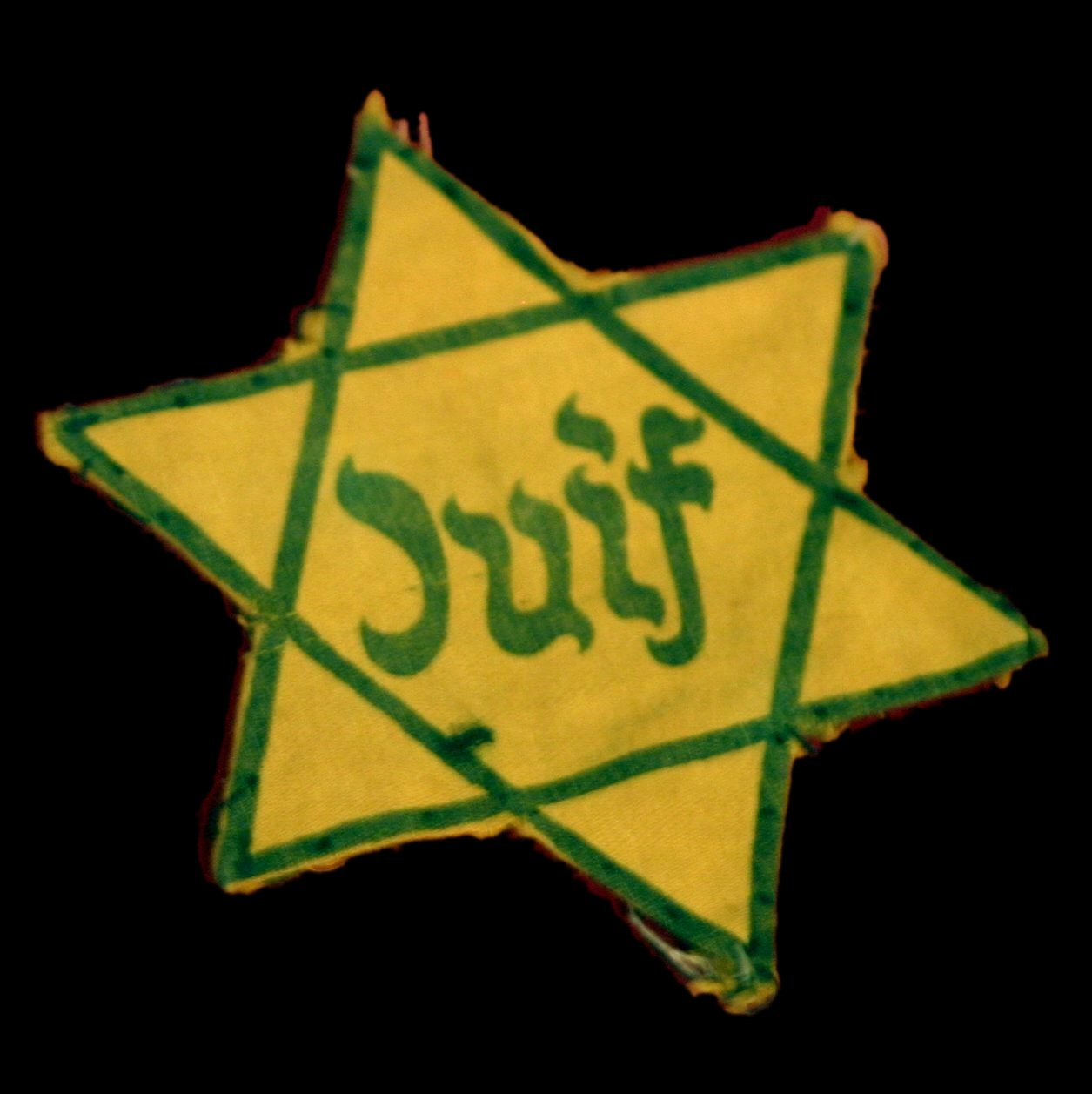
Étoile jaune dont le port fut imposé aux Juifs de la zone occupée à partir du 7 juin 1942.

Dans le département de la Somme, 93 Juifs furent recensés en 1940 mais ce chiffre sous-estime vraisemblablement le nombre réel de Juifs du département car certains noms, absents de cette première liste, apparaissent dans des documents postérieurs. Un certain nombre de Juifs étrangers furent dirigés en décembre 1940 dans les camps du département de l'Yonne, on en retrouva également dans les Pyrénées-Orientales etc.
 Le 18 juillet 1942, sur ordre du Sicherheitspolizei Kommando (S.P.K.) de Saint-Quentin, la gendarmerie française procédait à l'arrestation de Juifs étrangers ou apatrides à Amiens, Pierrepont-sur-Avre et Ault. Ils furent dirigés vers le camp de Drancy et de là vers les camps de la mort.
La plus importante rafle de Juifs eut lieu le 4 janvier 1944, certains furent arrêtés le 5. La plupart d'entre eux habitaient Amiens, d'autres étaient originaires de Mers-les-Bains, Ault, Bouquemaison et Rosières-en-Santerre. Les Juifs arrêtés tôt le matin par les Allemands furent amenés à la gendarmerie d'Amiens et y restèrent jusqu'au soir où ils furent acheminés à la gare du Nord d'Amiens pour prendre le train à destination de Drancy, dans la nuit du 4 au 5 janvier. Ils furent, pour la plupart, déportés à Auschwitz-Birkenau, le 20 janvier, par le convoi no 66 et exterminés le 23. Une seule Amiénoise issue de ce convoi a survécu. Trois enfants juifs de la Somme furent déportés par ce convoi aucun d'eux n'est revenu,.

#### La Libération et l'épuration
À partir 1942, les bombardements alliés sur la Picardie commencèrent, visant des objectifs militaires allemands, des nœuds ferroviaires, etc.
L'opération Jéricho est le nom donné à un raid aérien de la Royal Air Force qui se déroula le 18 février 1944. Il avait pour but de libérer des Résistants incarcérés dans la prison d'Amiens. Cette opération, qui fit 98 morts, fut une action préparatoire à la Libération.
En mars 1944, Longueau, important nœud ferroviaire voisin d'Amiens, subit des bombardements d'une violence telle que la ville fut évacuée par ordre des autorités d'occupation. Vingt et un bombardements en trois jours lors desquels 1 132 immeubles furent partiellement ou totalement détruits. Toutes les installations ferroviaires furent détruites, sauf la gare de voyageurs.
La ville d'Amiens subit d'importants bombardements comme celui de la Pentecôte du 27 mai 1944 qui fit près de 400 morts parmi la population civile.
Le 31 août 1944, la ville d'Amiens était libérée par les Britanniques après plusieurs combats notamment pour le contrôle des ponts sur la Somme, les FFI réussirent à garder intact le pont Beauvillé, principal point de passage sur la Somme en allant vers le nord.
Le 31 août en milieu de journée, à Albert, les résistants harcèlent un détachement de SS qui avait pris position dans le centre-ville afin de protéger le repli de la 10e division de Panzer SS. La police et la gendarmerie se joignent aux FFI de l'abbé Dumoulin. L'armée britannique arriva et libéra la ville vers 22 h.
Abbeville fut libérée le 3 septembre 1944 par les FFI  et la 1re division blindée polonaise commandée par le général Maczek.

### IVeRépublique

#### La reconstruction
La plupart des villes de Picardie furent touchées par les destructions entre 1940 et 1944. Des plans de reconstruction élaborés pendant la guerre furent mis en œuvre dès la fin des hostilités. ce fut le cas pour Abbeville, Amiens, Ham, Péronne, Roye, Airaines, etc.

### VeRépublique

#### La guerre d'Algérie et la fin des Trente Glorieuses
Après l'indépendance de l'Algérie en 1962, 83 familles de harkis, rapatriées d'Algérie, furent accueillies à la citadelle de Doullens, dans les locaux du Ministère de la Justice. Six cents personnes dont trois cents enfants pour la plupart en bas âge se trouvèrent rassemblées là, démunies de tout.

#### La désindustrialisation
Depuis le milieu des années 1970, la Picardie subit inexorablement un processus de désindustrialisation ; des secteurs entiers de la production industrielle ont presque totalement disparu : l'industrie de la machine-outil qui constituait le fleuron de l'activité économique de la ville d'Albert. La bonneterie du Santerre a pratiquement disparu des villes de Villers-Bretonneux, Moreuil, Rosières-en-Santerre ; l'industrie du velours a déserté Amiens. Tout le tissu industriel de la région, jusque-là pourvoyeur d'emplois, est touché. Les industries d'équipements automobiles connaissent dans les années 2000 et 2010 d'importantes difficultés : des usines ferment à Amiens, les réductions d'emplois dans celles qui restent en activité sont fréquentes. Enfin, le secteur agro-industriel lui aussi connaît certaines difficultés, l'industrie sucrière a réduit ses sites de production dans les trois départements, tout comme l'industrie laitière quand ce ne sont pas les usines qui sont démantelées clandestinement en un weekend comme à Péronne. Il s'ensuit un chômage de masse de travailleurs peu qualifiés qui provoque un profond malaise social.

## Pour approfondir